# Географія Чилі
Чилі — південноамериканська країна, що знаходиться на південно-західній околиці континенту, уздовж тихоокеанського узбережжя . Загальна площа країни 756 102 км² (38-ме місце у світі), з яких на суходіл припадає 743 812 км², а на поверхню внутрішніх вод — 12 290 км². Площа країни трохи більша за площу території України. 

## Назва
Офіційна назва — Республіка Чилі, Чилі (ісп. Republica de Chile, Chile). Назва країни має неясне походження, імовірно, мовою мапудунґун означає глибину, що вказує на вузьку прибережну рівнину, над якою навис гірський ланцюг Анд. Можливе походження з мови кечуа або мапуче, у якій слово «чиллі» перекладається як край світу. Інше пояснення дає арауканське слово «чилі» айм. tchili, що означає мороз, зима. Іноді назву плутають із назвою перця-чилі, яке з ацтекської мови науатль перкладається як червоний.

## Географічне положення
Чилі — південноамериканська країна, що межує з трьома іншими країнами: на сході — з Аргентиною (спільний кордон — 6691 км), на північному сході — з Болівією (942 км), на півночі — з Перу (168 км). Загальна довжина державного кордону — 7801 км. Територія країни простягнулась з півночі на південь на 4270 км, у найширшому місці, із заходу на схід — лише на 177 км. Це найбільш видовжена форма території серед усіх країн світу. Чилі на заході омивається водами Тихого океану. Через Магелланову протоку Чилі має вихід до вод Атлантичного океану. Загальна довжина морського узбережжя 6435 км.

Карта Чилі від ООН (англ.)Карта Чилі від ООН (англ.)
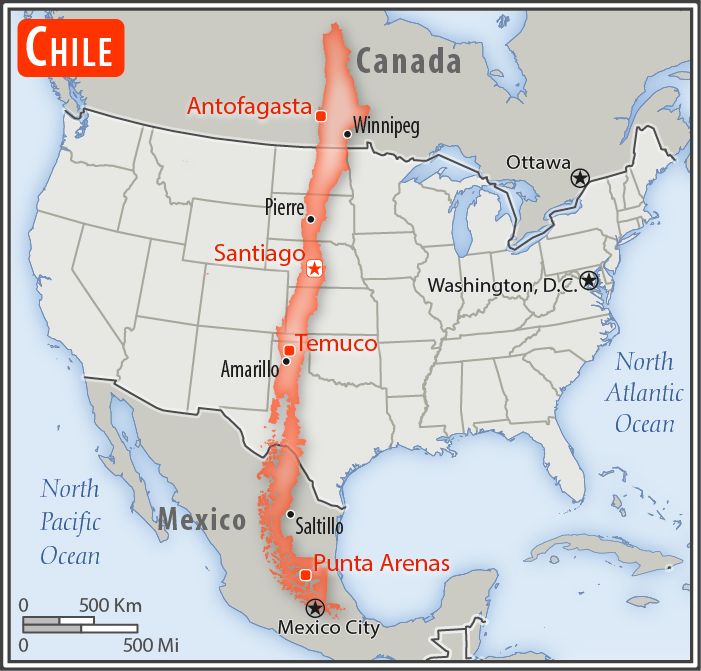
Порівняння розмірів території Чилі та США
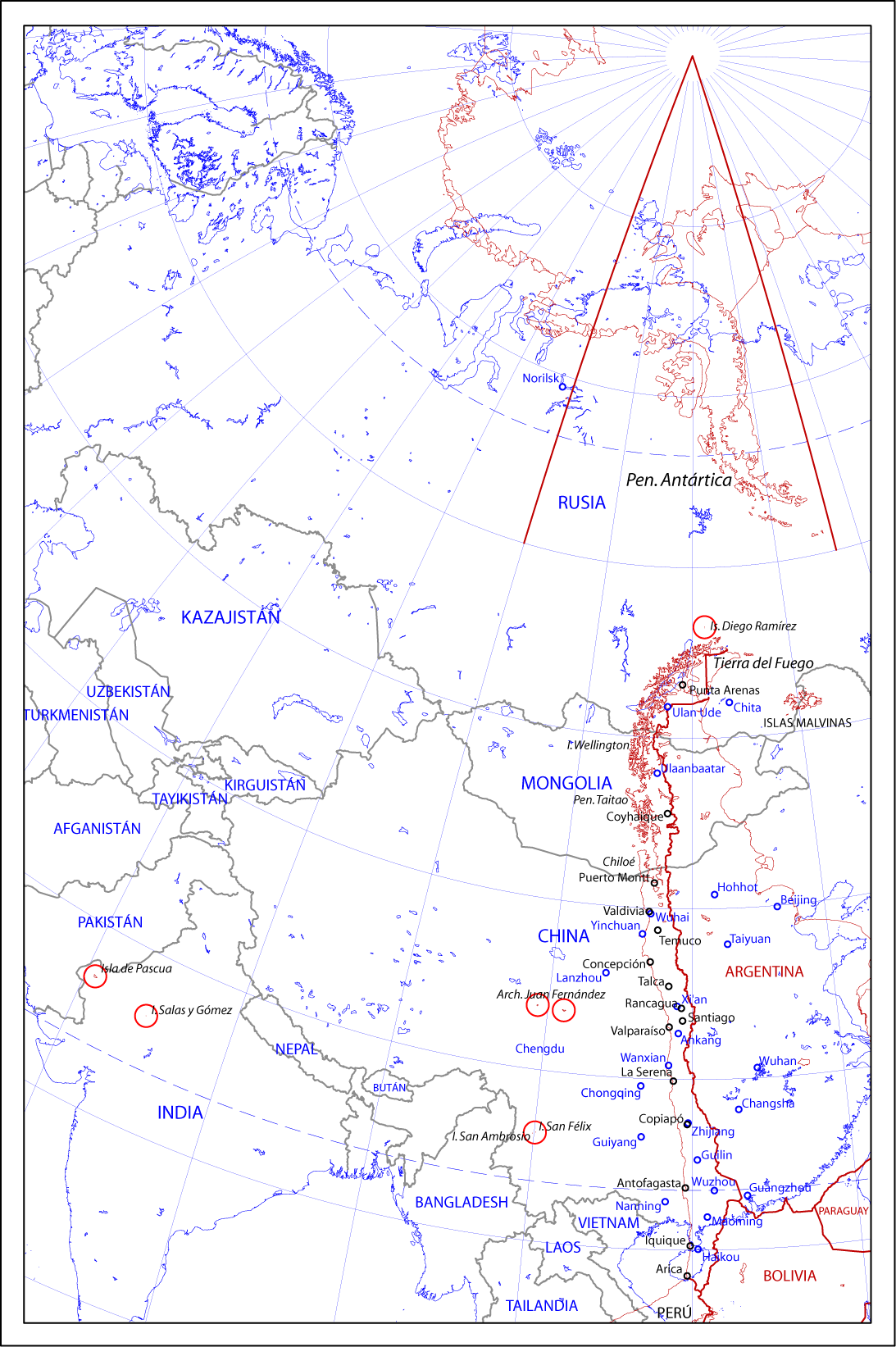
Порівняння розмірів території Чилі та Східної Азії
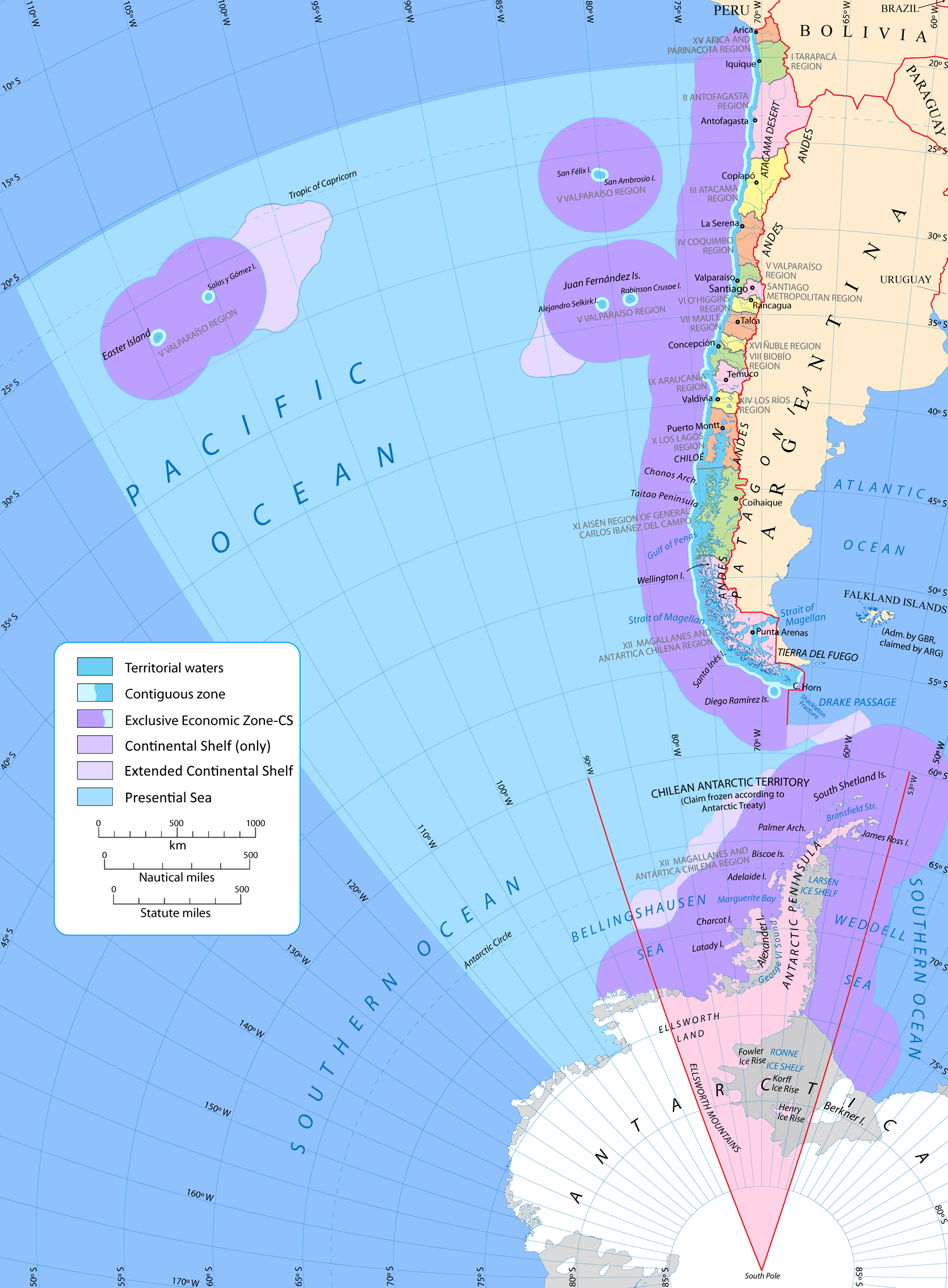
Морські кордони та антарктичні претензії Чилі

Згідно з Конвенцією Організації Об'єднаних Націй з морського права (UNCLOS) 1982 року, протяжність територіальних вод країни встановлено в 12 морських миль (22,2 км). Прилегла зона, що примикає до територіальних вод, в якій держава може здійснювати контроль необхідний для запобігання порушень митних, фіскальних, імміграційних або санітарних законів простягається на 24 морські милі (44,4 км) від узбережжя (стаття 33). Виключна економічна зона встановлена на відстань 200 морських миль (370,4 км) від узбережжя. Континентальний шельф — від 200 до 350 морських миль.

### Час
Час у Чилі: UTC-3 (-5 годин різниці часу з Києвом). На острові Пасхи діє час UTC-5.

## Геологія

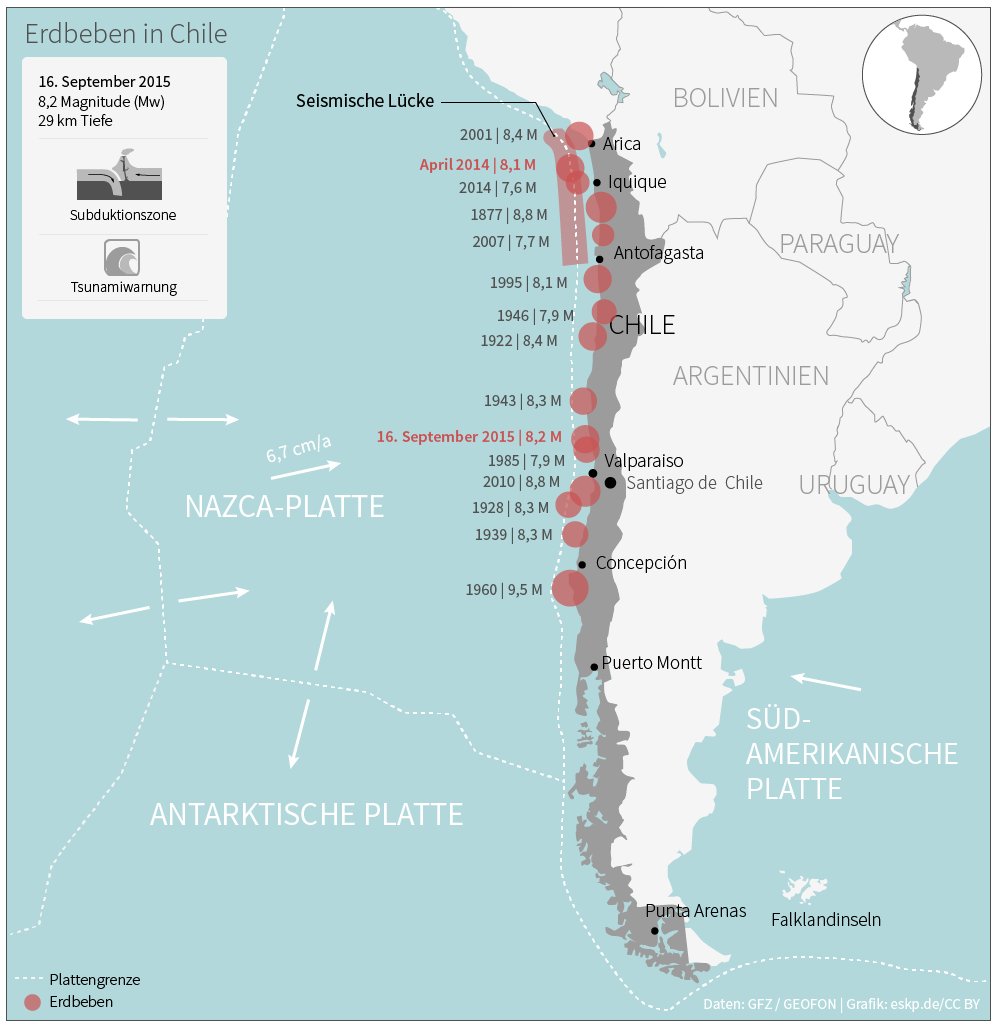
Карта найбільших землетрусів (нім.)

### Корисні копалини
Надра Чилі багаті на ряд корисних копалин: мідь, залізну руду, селітра, благородні метали, молібден.

### Вулканізм

Чилійські вулкани
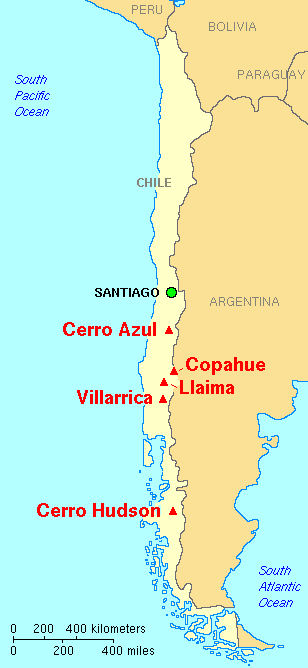
Карта
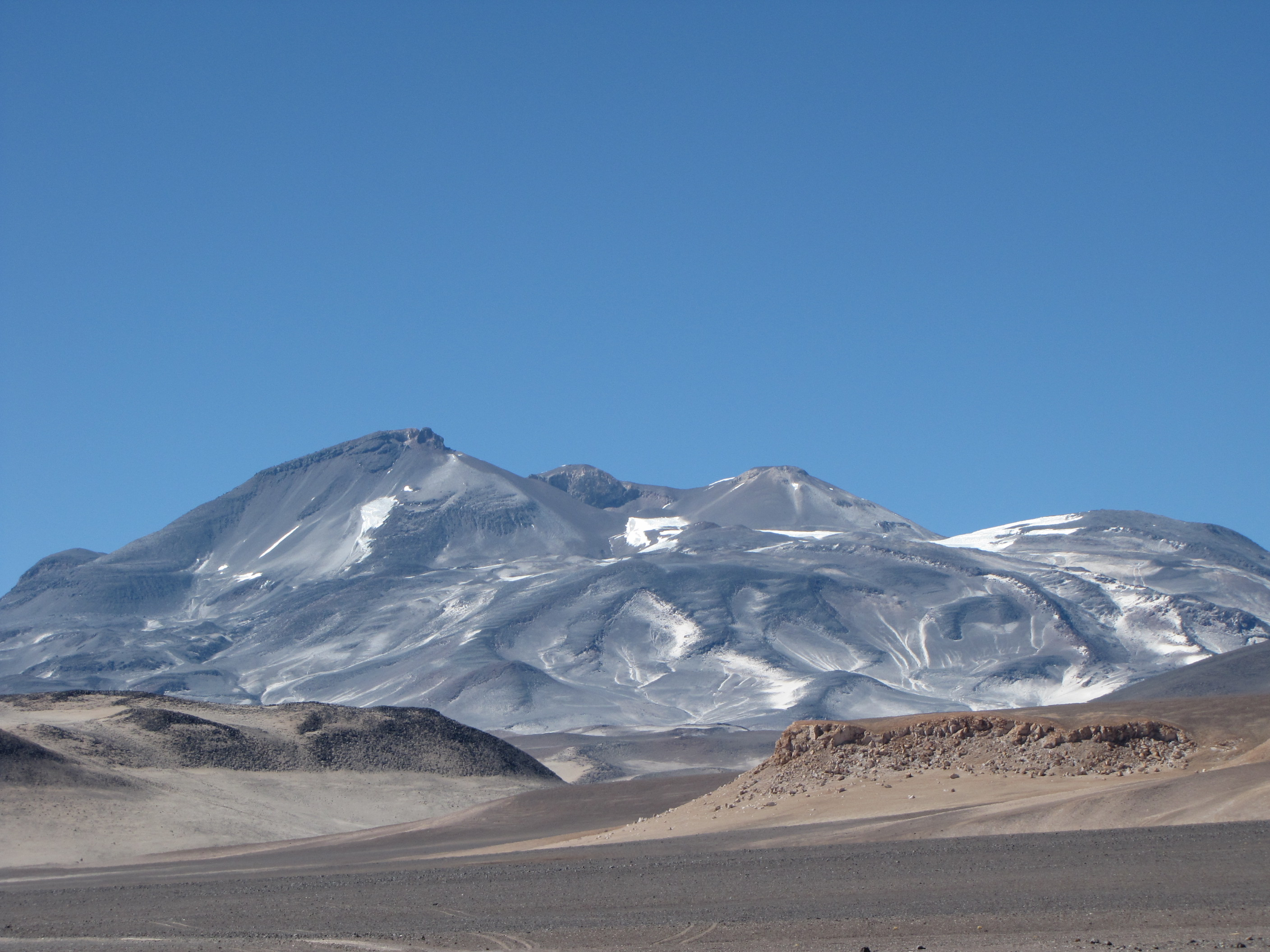
Охос-дель-Саладо
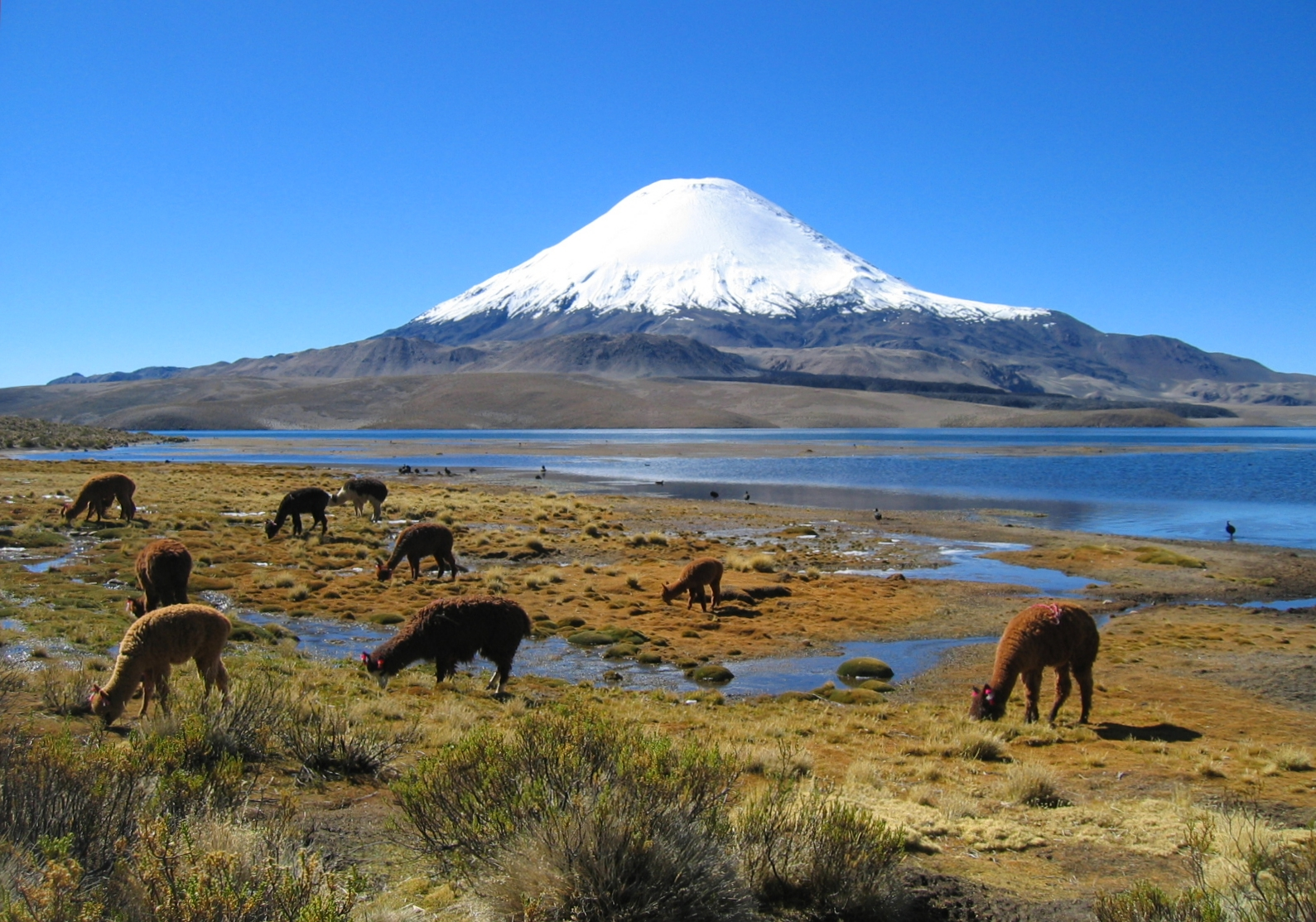
Парінакота
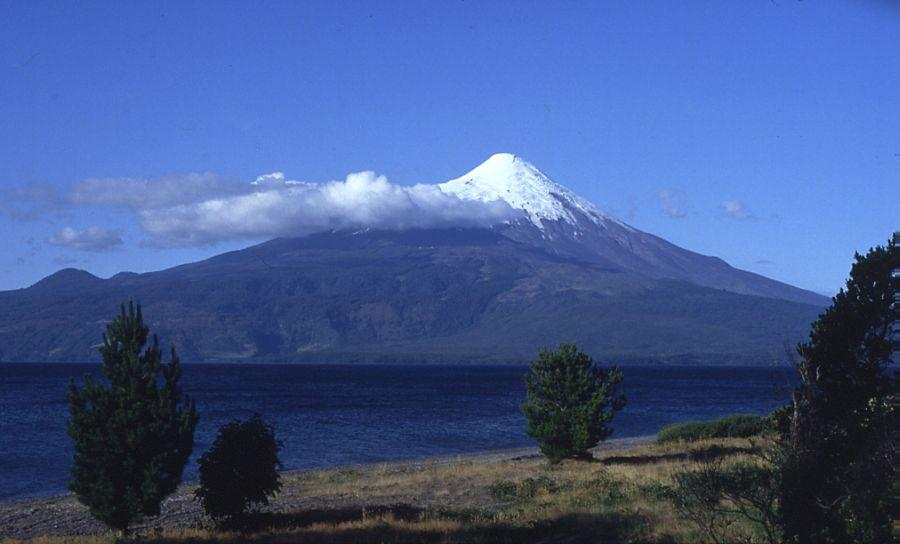
Осорно
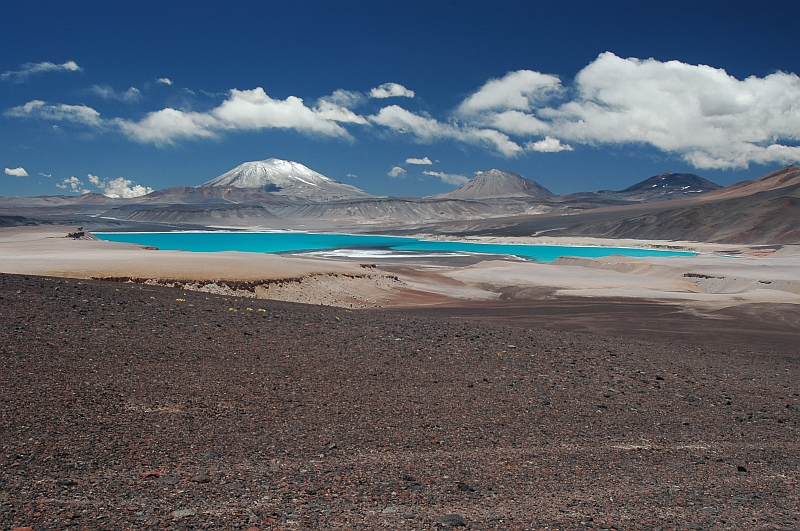
Інкахуасі

## Рельєф
Середні висоти — 1871 м; найнижча точка — рівень вод Тихого океану (0 м); найвища точка — гора Охос-дель-Саладо (6880 м) в Андах. Територія Чилі витягнута вздовж узбережжя Тихого океану на 4300 км і зайнята хребтами Анд, між якими лежить Поздовжня долина — головний економічний район країни.

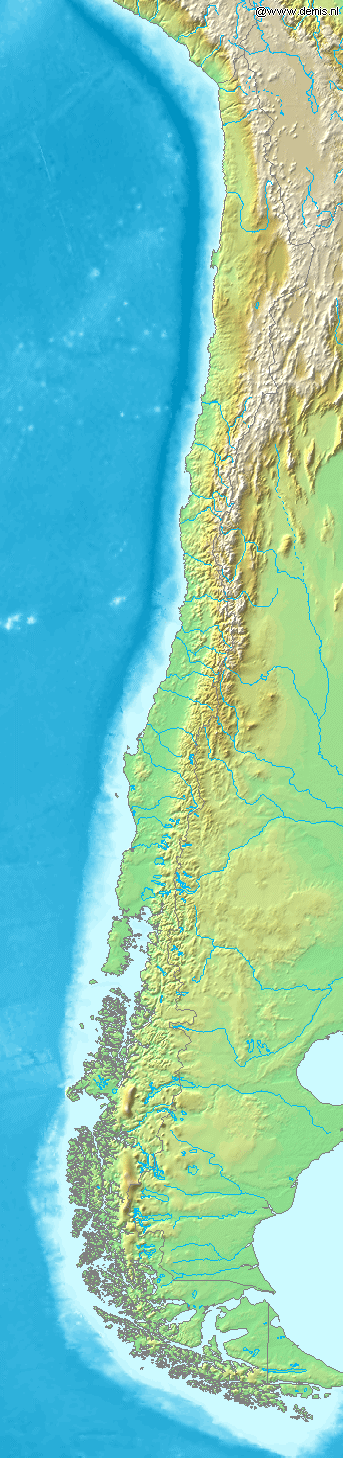
Рельєф Чилі
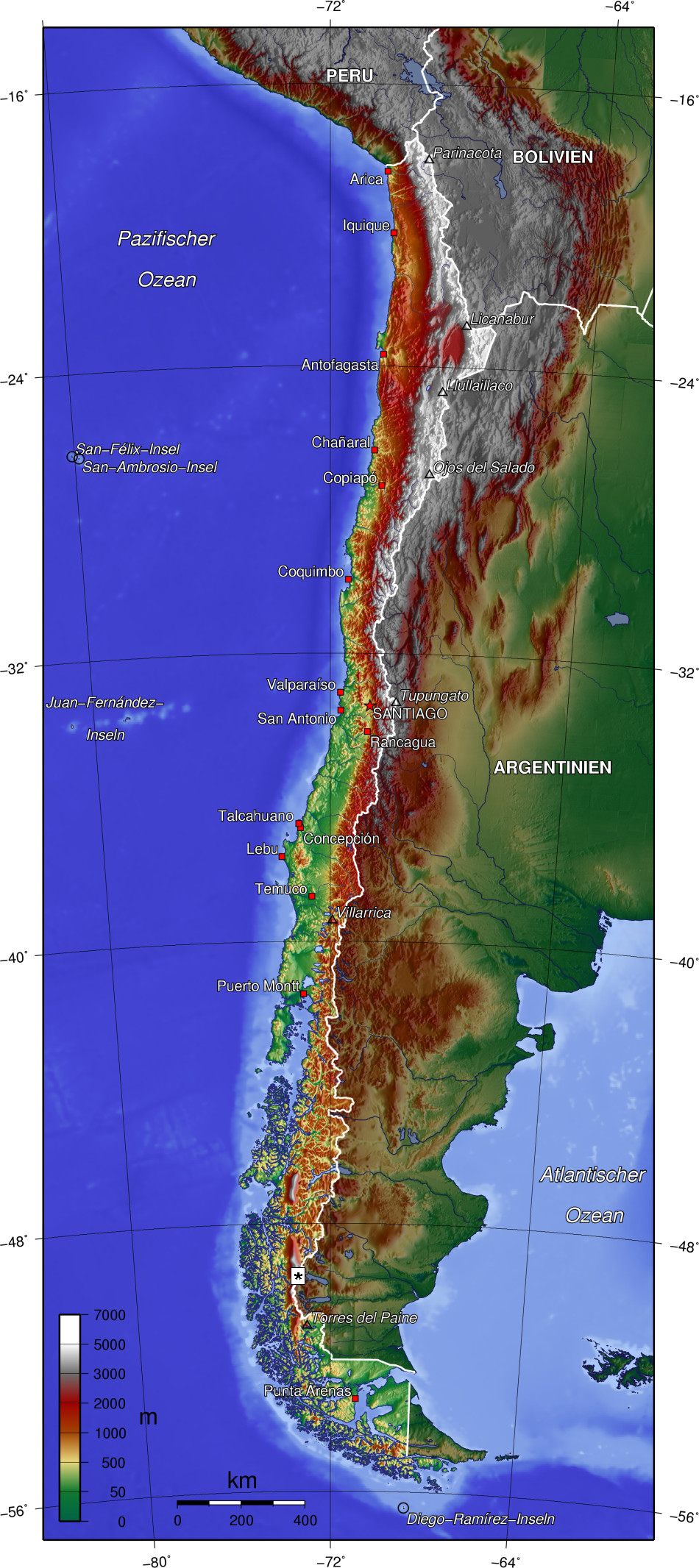
Гіпсометрична карта Чилі
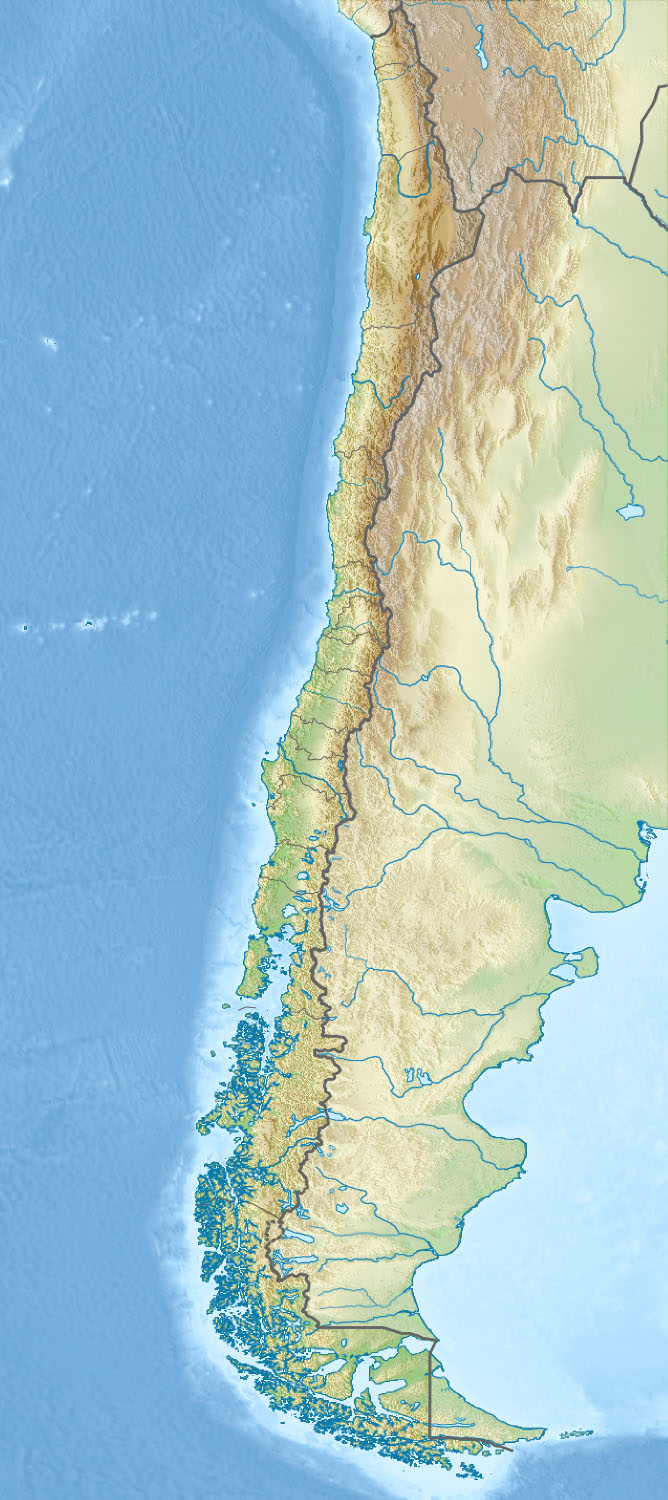
Рельєф Чилі
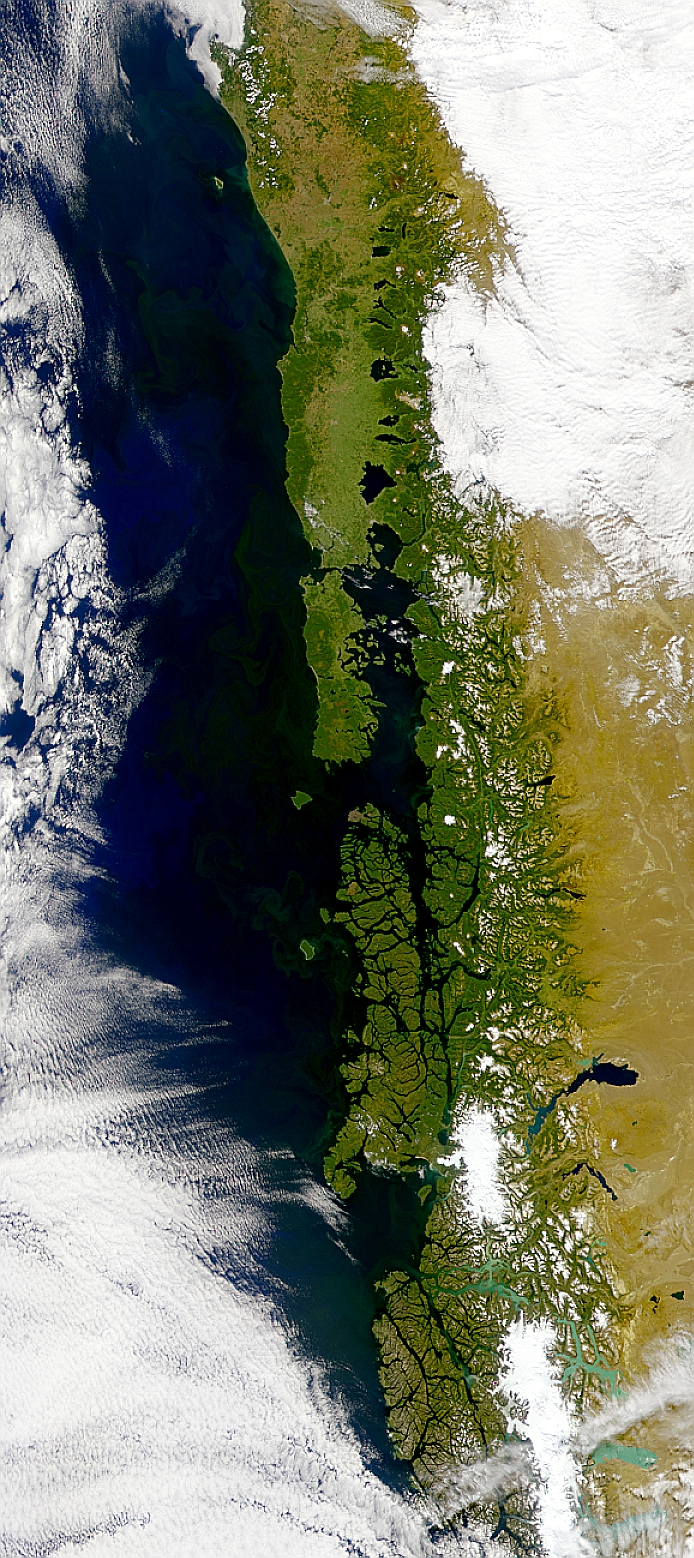
Супутниковий знімок поверхні країни
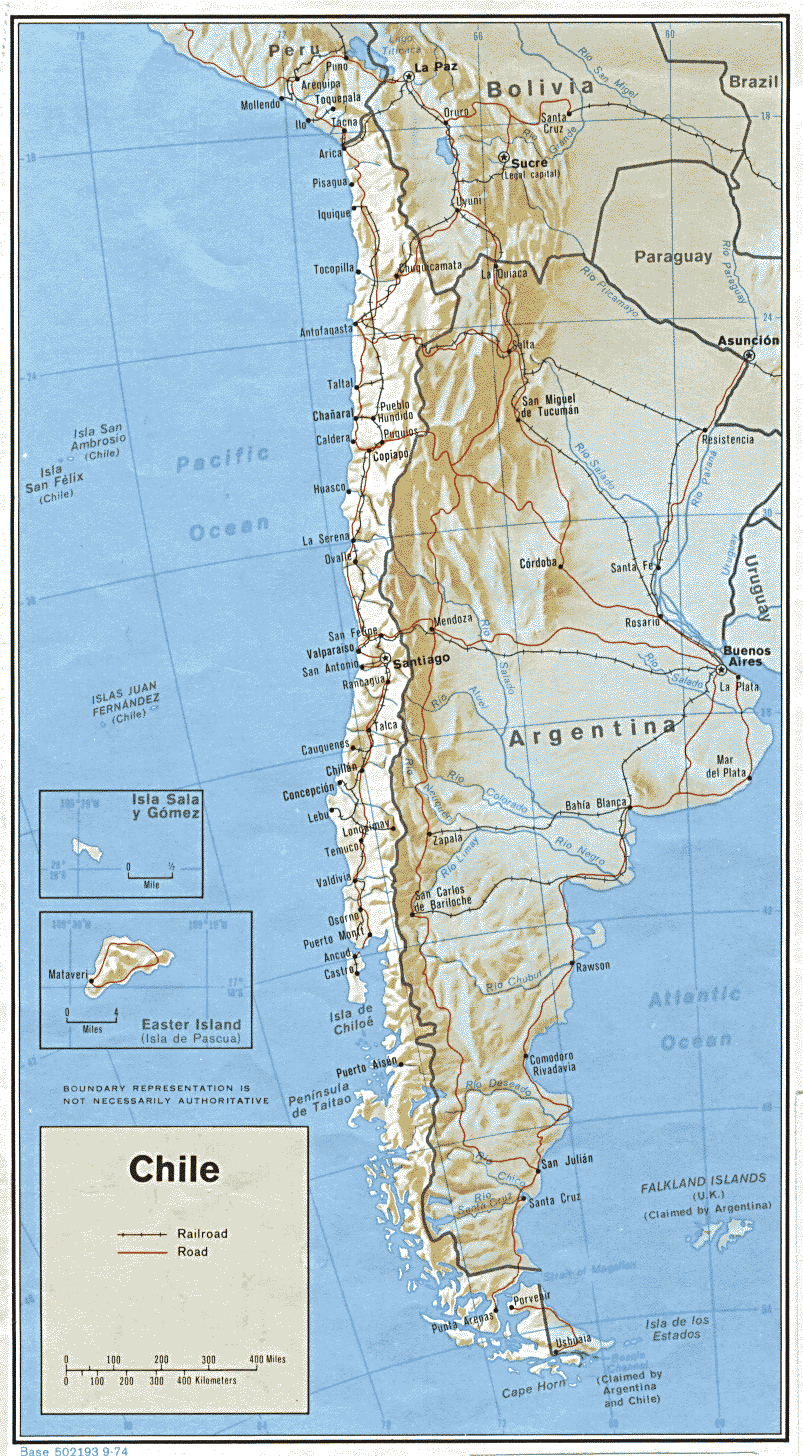
Карта країни (англ.)
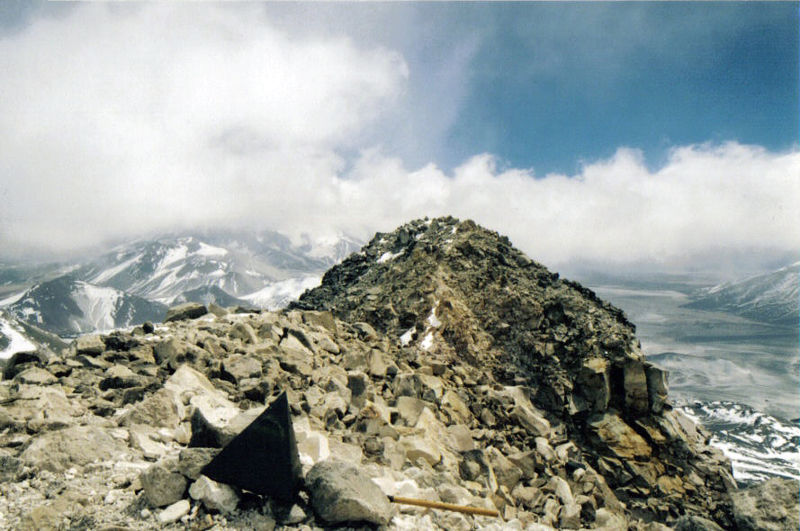
Вершина Охос-дель-Саладо

### Острови
Чилі належать декілька невеликих островів в Тихому океані: острів Пасхи, острови Сала-і-Гомес, Сан-Фелікс, Амбросіо, група островів Хуан-Фернандес, а також острови Дієго-Рамірес біля мису Горн.

Острови Чилі
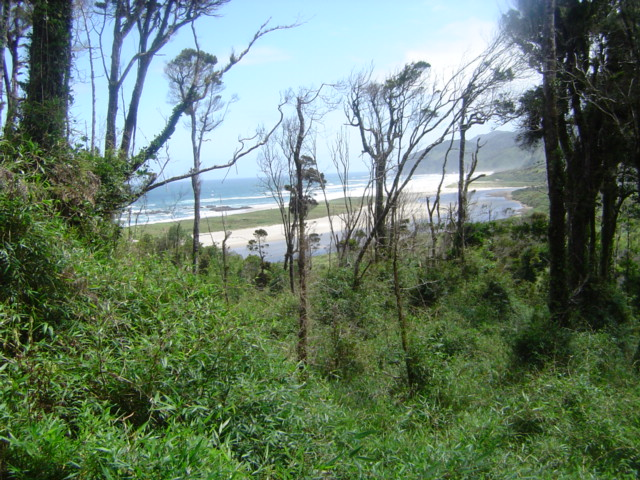
Чилое
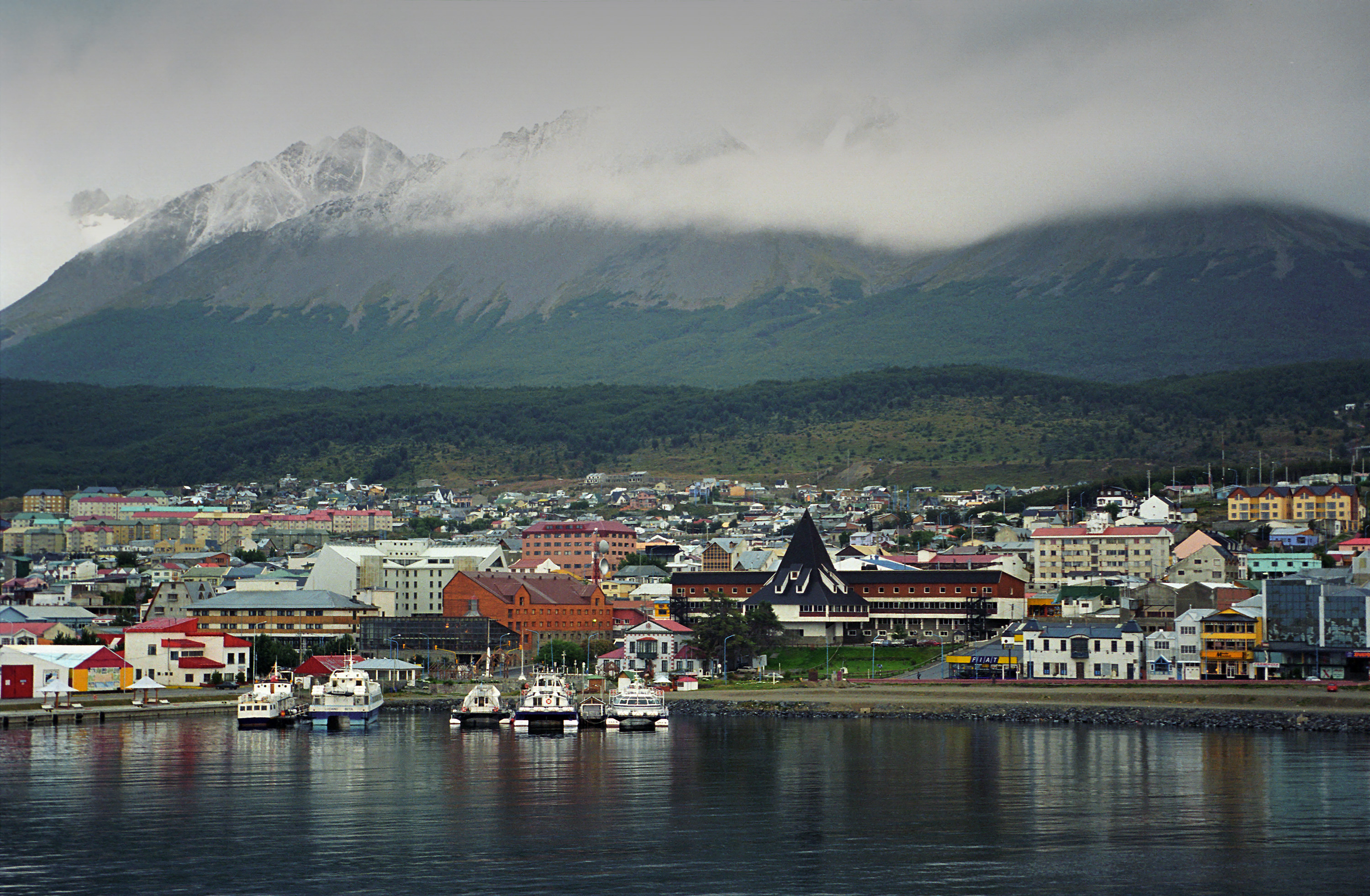
Вогняна Земля
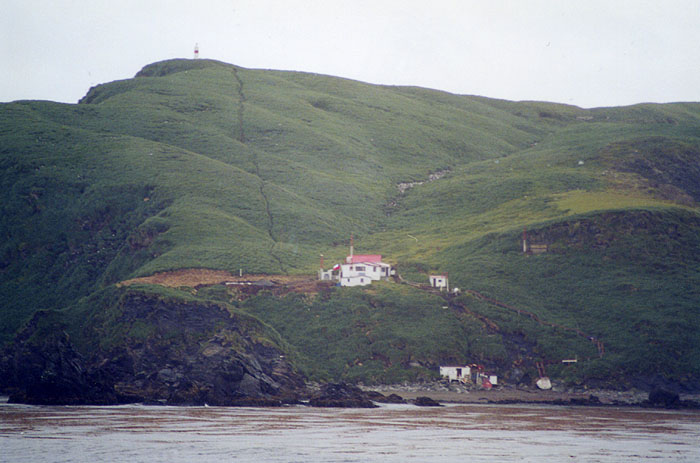
Гонсало з групи Дієго-Рамірес
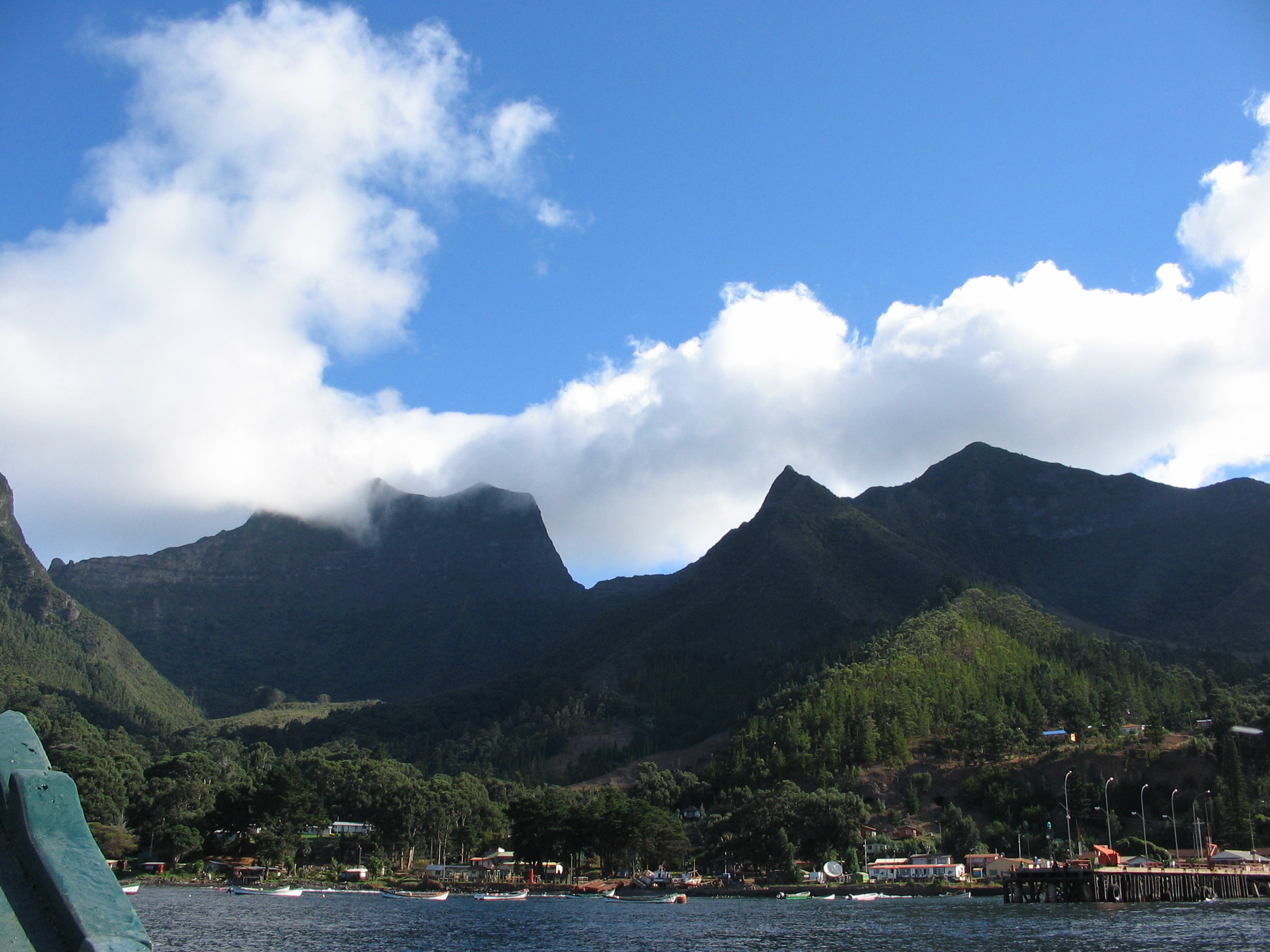
Робінзона Крузо з групи Хуан-Фернандес
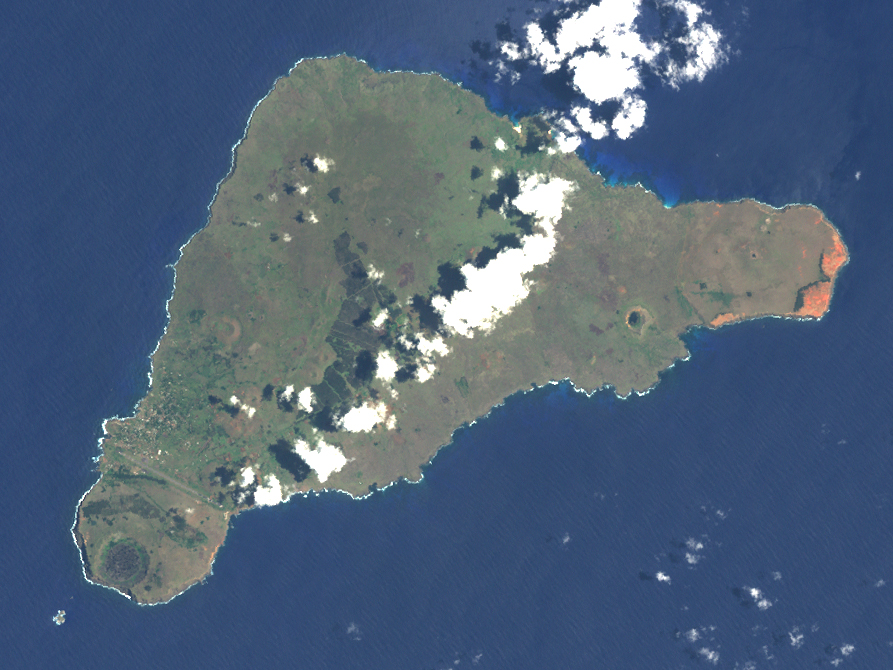
Пасхи (Рапануї) з космосу

## Клімат
Протяжна територія Чилі лежить у трьох кліматичних поясах, що змінюють один одного з півночі на південь: тропічному (приблизно до 30 паралелі), субтропічному, помірному (від острова Чилое й далі на південь). У горах, вище за 3 тис. м високогірні різновиди відповідних кліматичних зон.
На півночі увесь рік панують тропічні повітряні маси. На формування клімату велике значення має вплив холодної Перуанської течії. Сезонний хід температури повітря чітко відстежується. Чітко простежуються пасатні вітри з високою відносною вологістю (часті тумани), проте опади майже відсутні.
Центральна, найбільш населена частина країни лежить у південноамериканському «середземномор'ї». Влітку переважають тропічні повітряні маси з ясною тихою антициклонічною погодою, взимку — помірні з похмурою дощовою досить вітряною циклонічною. Значні сезонні амплітуди температури повітря і розподілу атмосферних опадів, можливе випадіння снігу. Найрозвиненіша в господарському відношенні територія, на якій зосереджено приблизно 75 % населення країни.
На півдні країни превалюють помірні повітряні маси цілий рік, західний масоперенос. Значні сезонні амплітуди температури повітря. Відносно тепла зима з нестійкою погодою, штормовими вітрами, можливий сніговий покрив. Відносно прохолодне літо з більш ясною погодою. Зволоження рівномірне за сезонами, місцями надмірне.

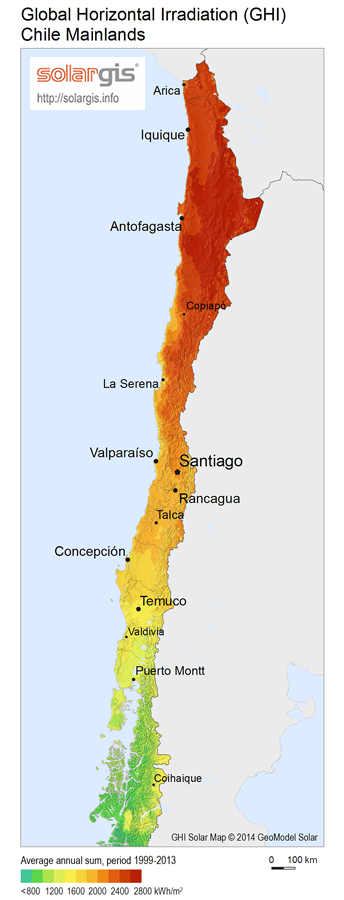
Сонячна радіація (англ.)
Кліматична карта Чилі (за Кеппеном)
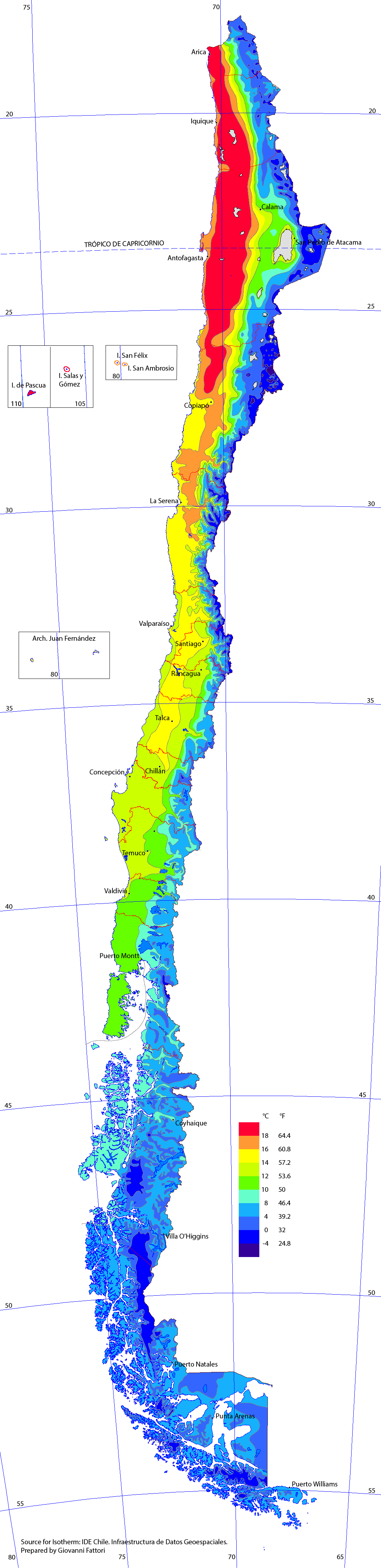
Карта розподілу середніх температур
Мінливість рослинного і снігового покриву впродовж року

Чилі є членом Всесвітньої метеорологічної організації (WMO), в країні ведуться систематичні спостереження за погодою.

## Внутрішні води
Загальні запаси відновлюваних водних ресурсів (ґрунтові і поверхневі прісні води) становлять 922 км³.
Станом на 2012 рік в країні налічувалось 11,1 тис. км² зрошуваних земель.

Гідрографічна мережа ЧиліГідрографічна мережа Чилі
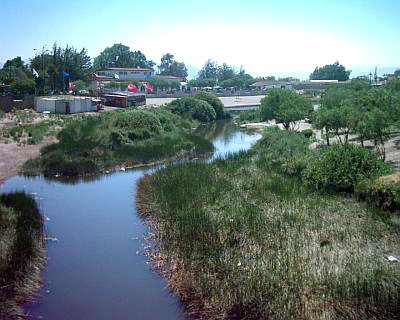
Річка Лоа у Каламі
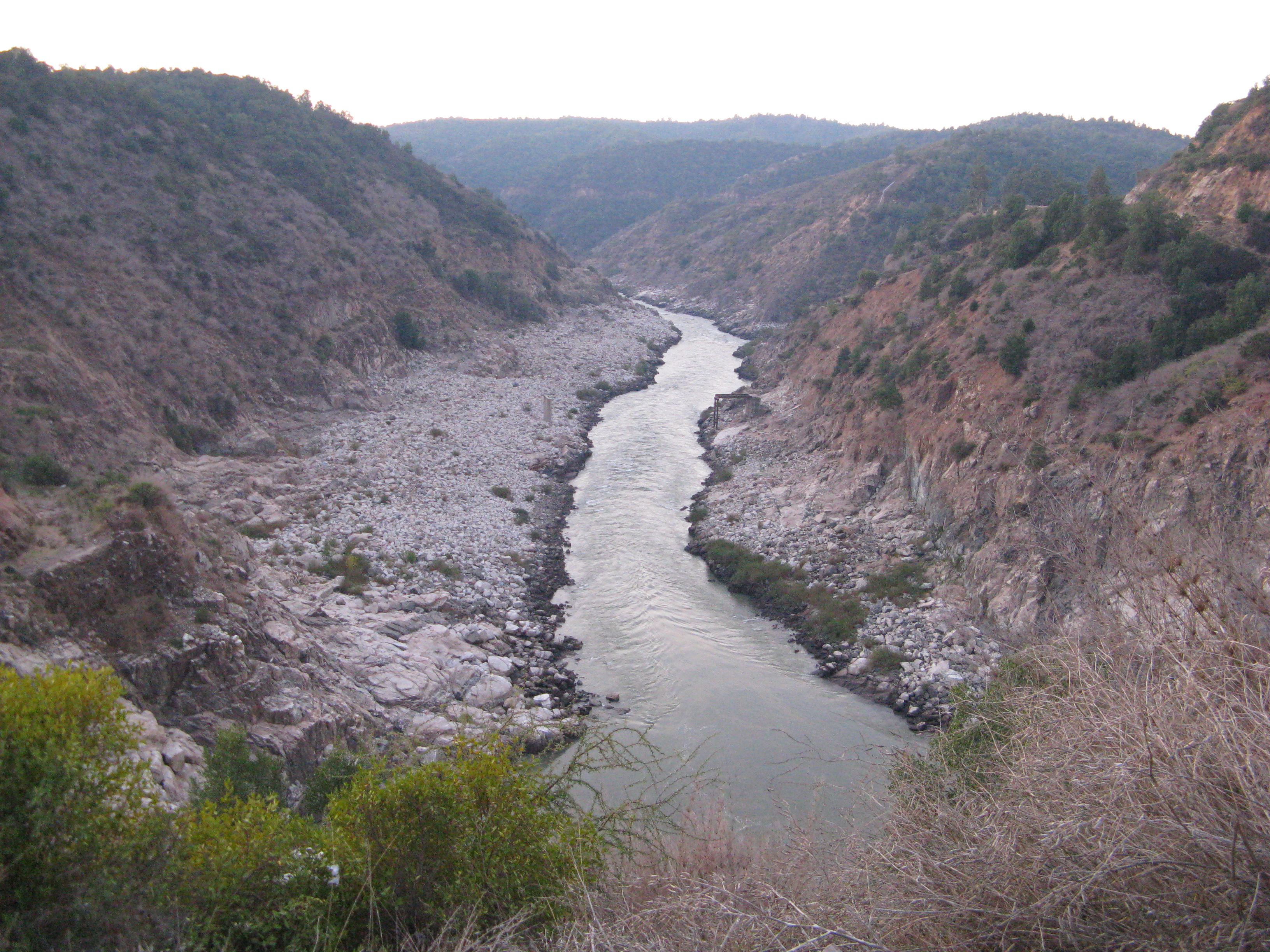
Річка Рапель
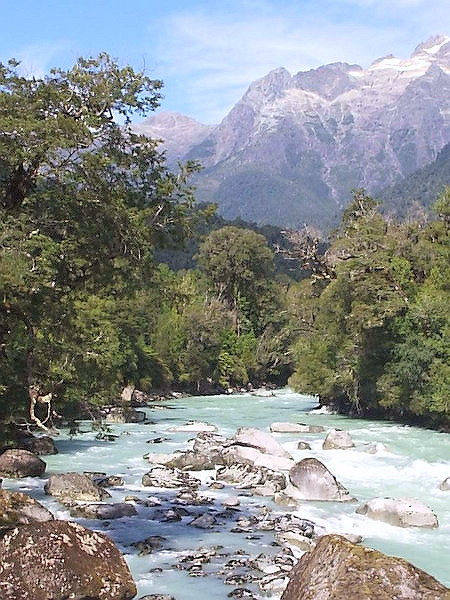
Ріо-Бланко
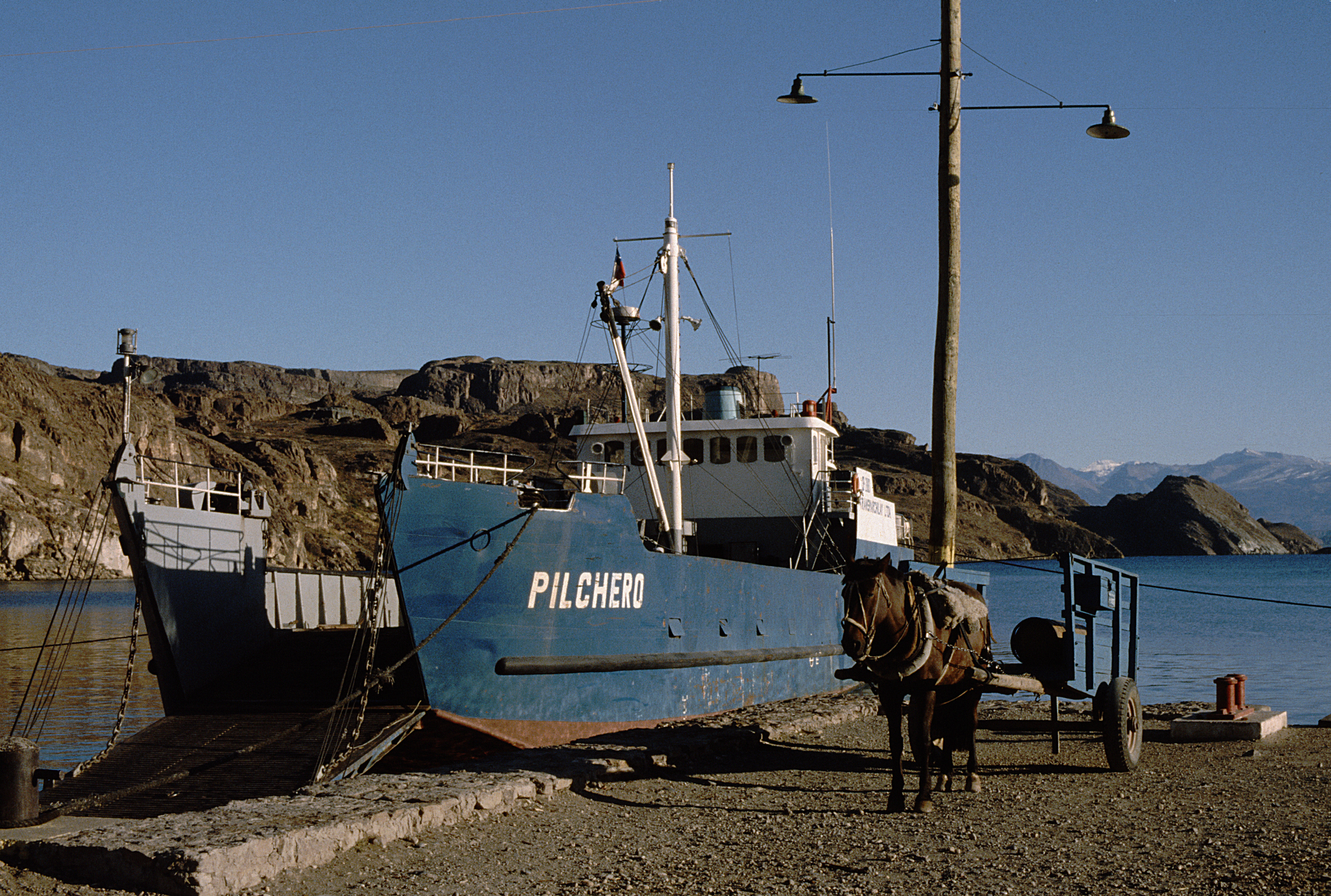
Пором на чилійському березі озера Хенераль-Каррера
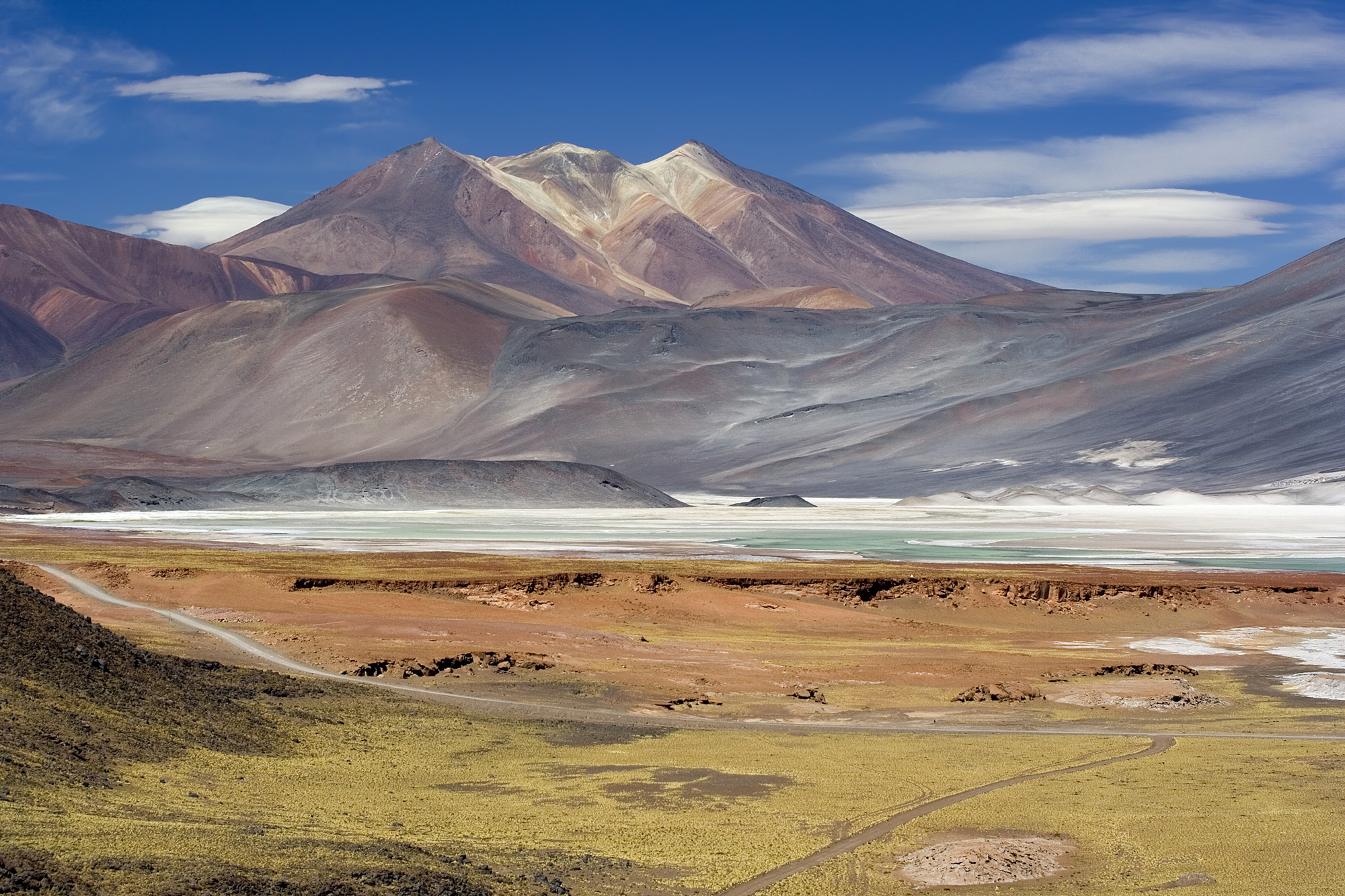
Солончак Салар-де-Талар

### Річки
Річки країни належать басейну Тихого океану, на півдні окремі річки несуть свої води до Атлантичного океану.

### Озера
У кратері вулкана Охос-дель-Саладо, на висоті 6 390 м розташоване найвище високогірне озеро у світі.

### Льодовики

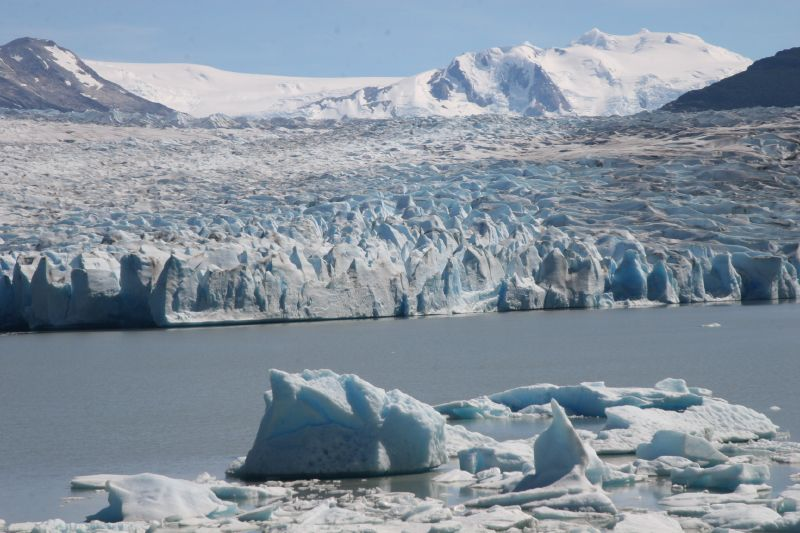
Льодовик Торрес-дель-Пайне
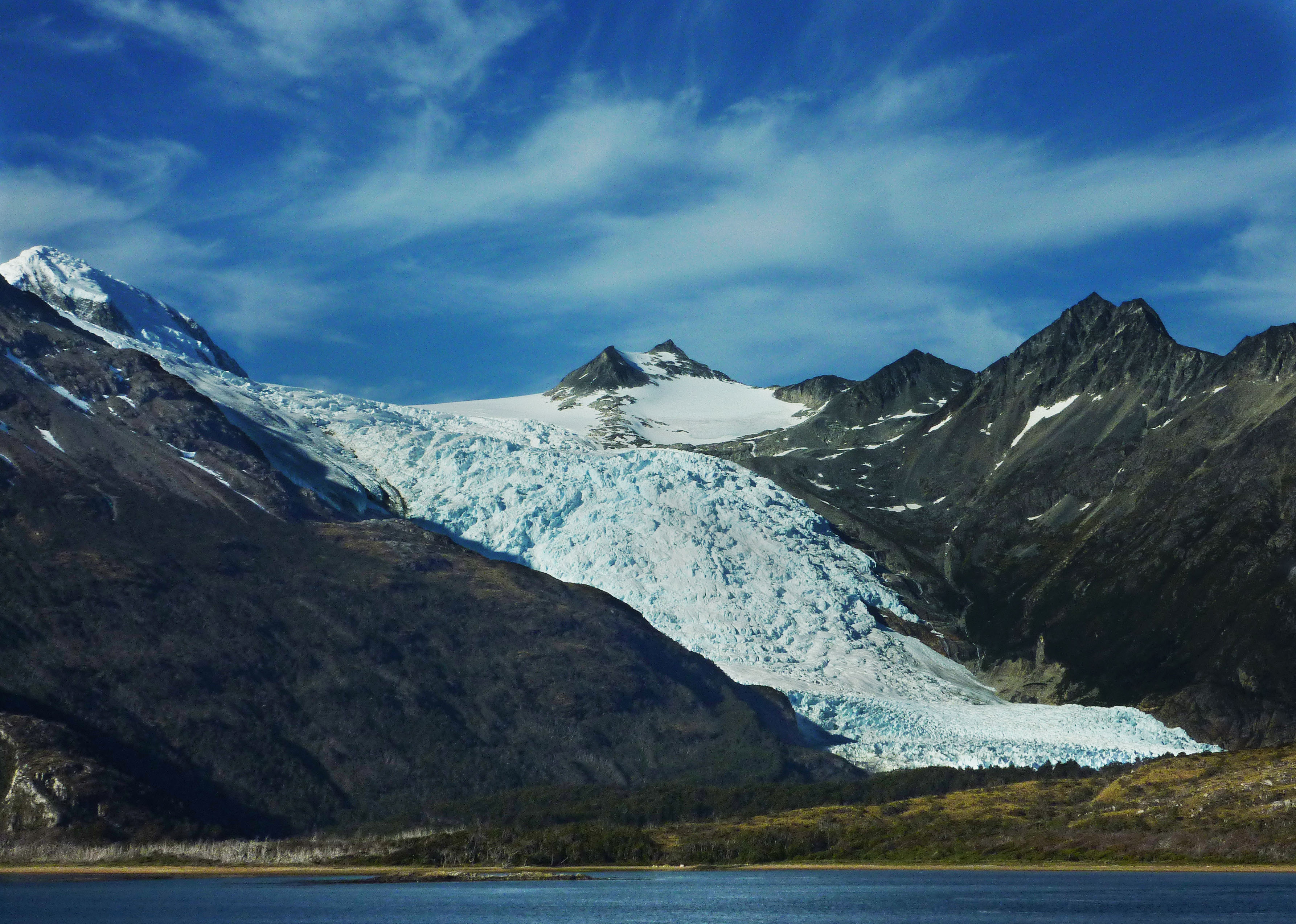
Льодовик у протоці Бігля

## Рослинність
Земельні ресурси Чилі (оцінка 2011 року):
- придатні для сільськогосподарського обробітку землі — 21,1 %,
  - орні землі — 1,7 %,
  - багаторічні насадження — 0,6 %,
  - землі, що постійно використовуються під пасовища — 18,8 %;
- землі, зайняті лісами і чагарниками — 21,9 %;
- інше — 57 %[1].

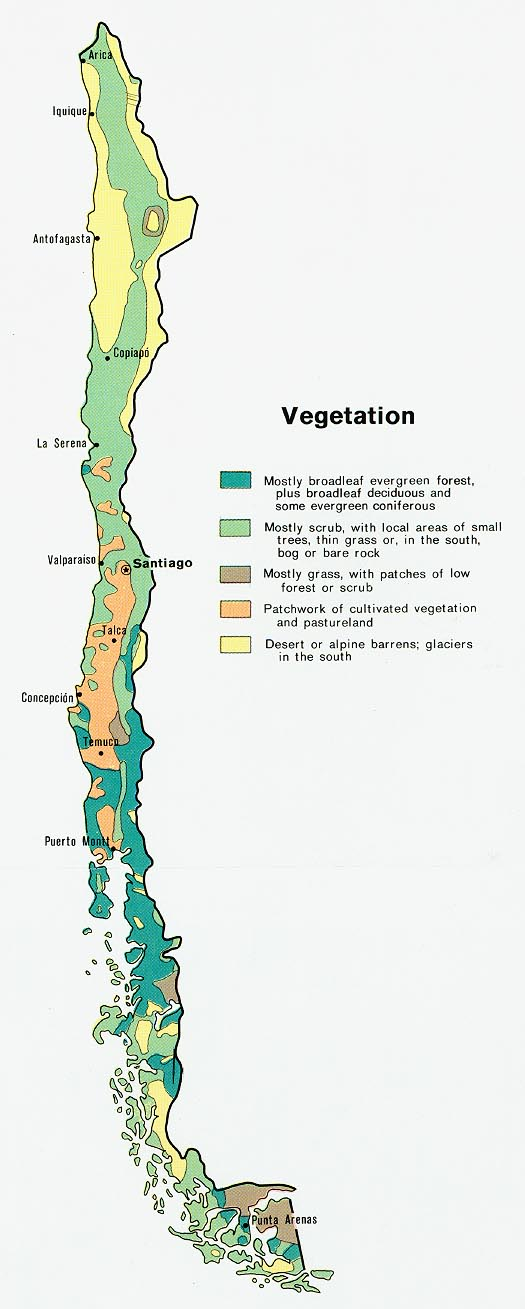
Рослинність Чилі, 1972 рік
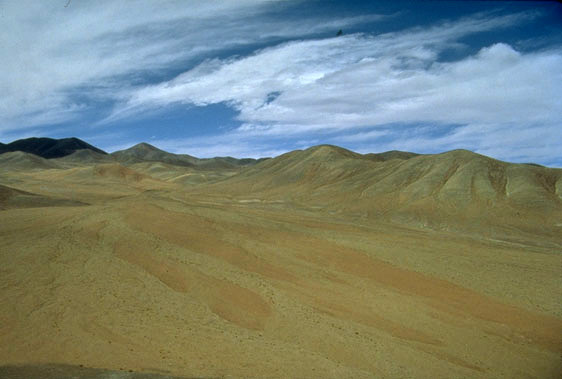
Пустеля Атакама
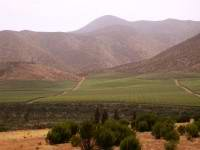
Долина річки Елькі
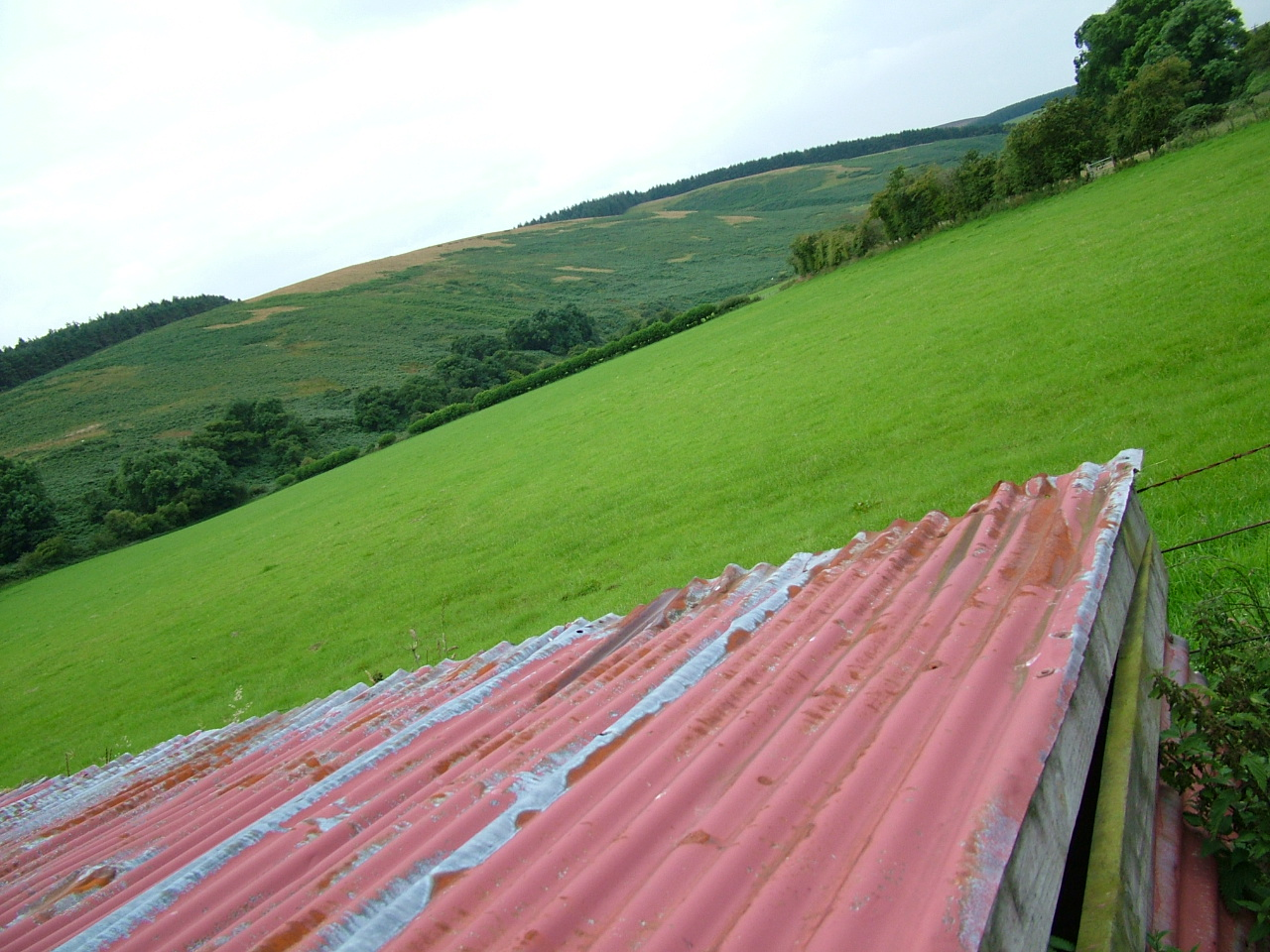
Центральне Чилі
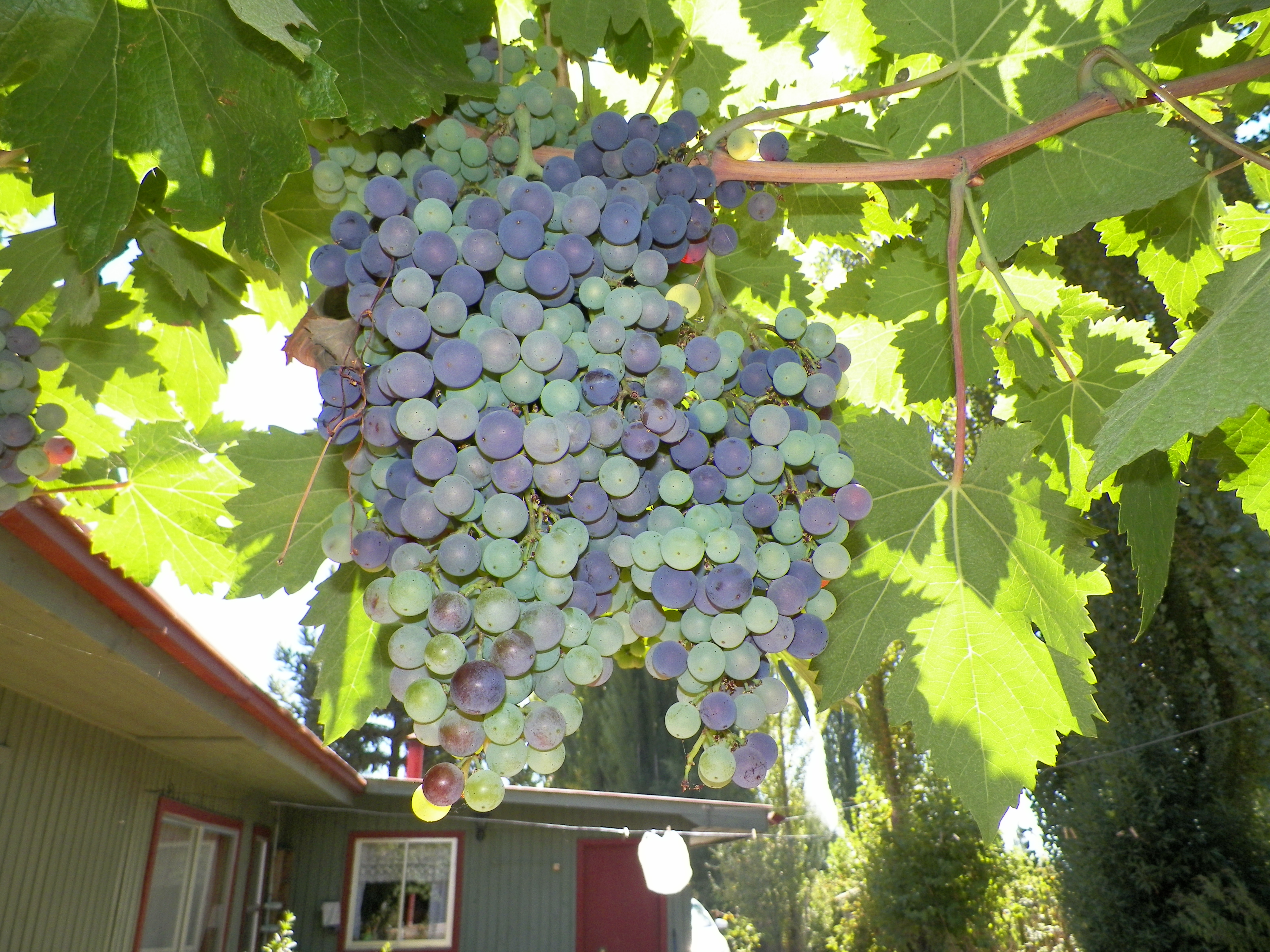
Інтродукований виноград

## Тваринний світ
Зоогеографічно територія країни належить до Андійської (північ) і Чилійсько-Вогнеземельської провінцій (південь) Патагонсько-Андійської підобласті Неотропічної області.

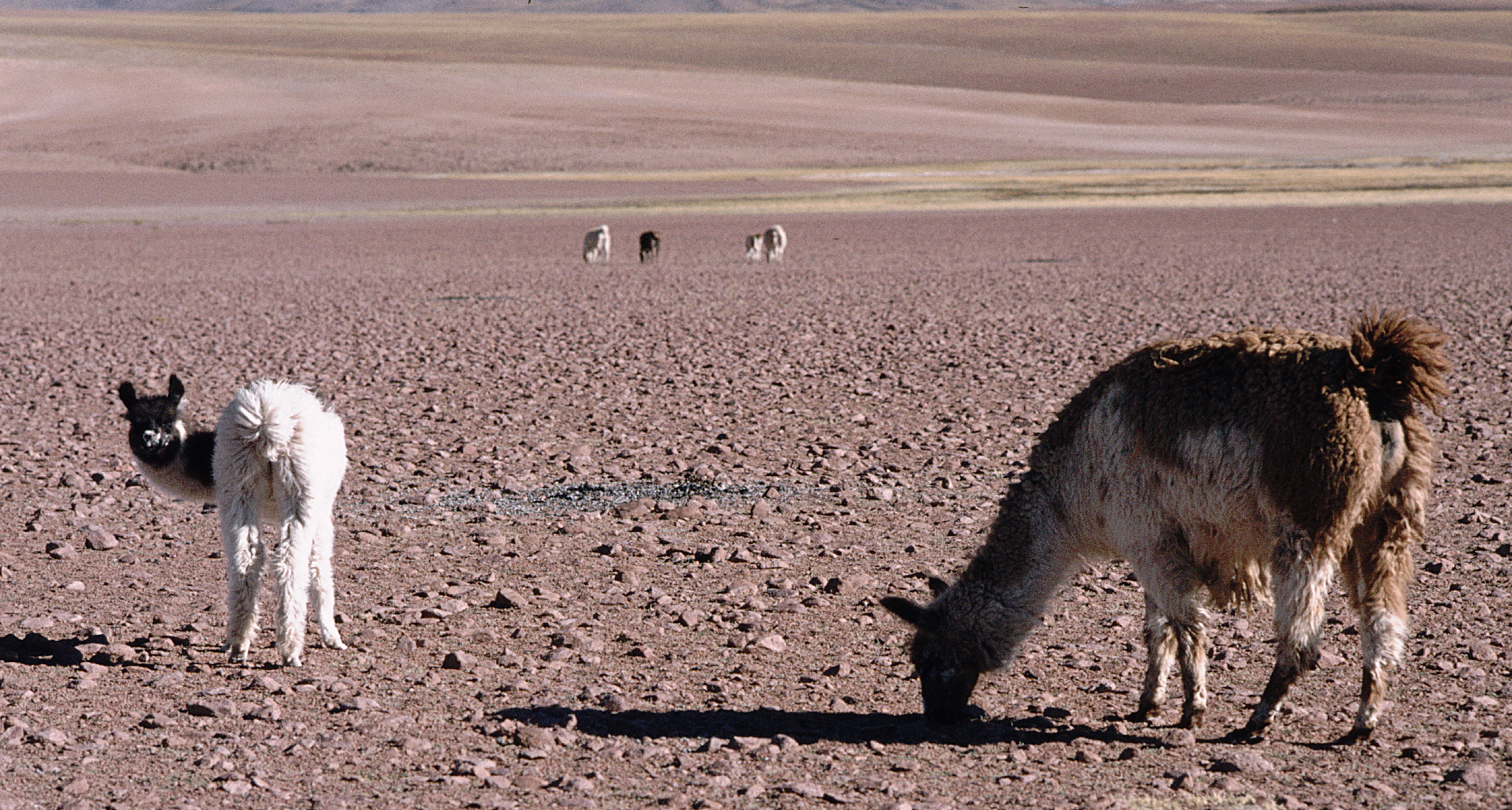
Гуанако в Атакамі
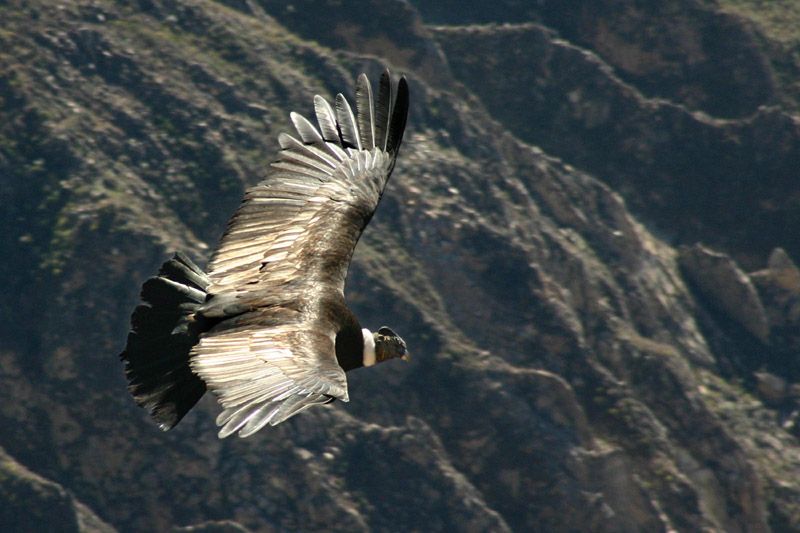
Андійський кондор
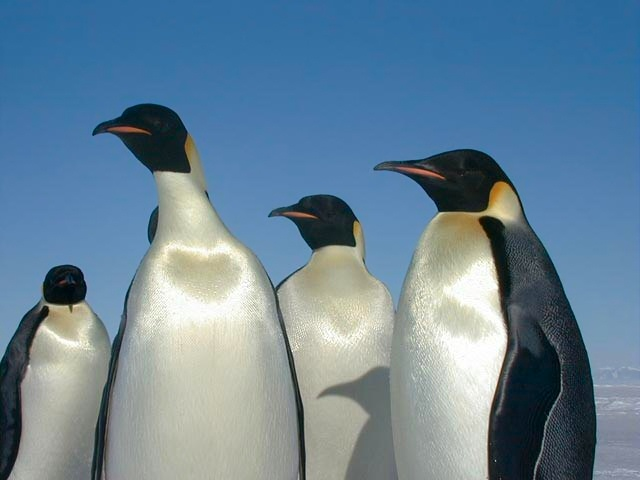
Імператорський пінгвін

## Охорона природи

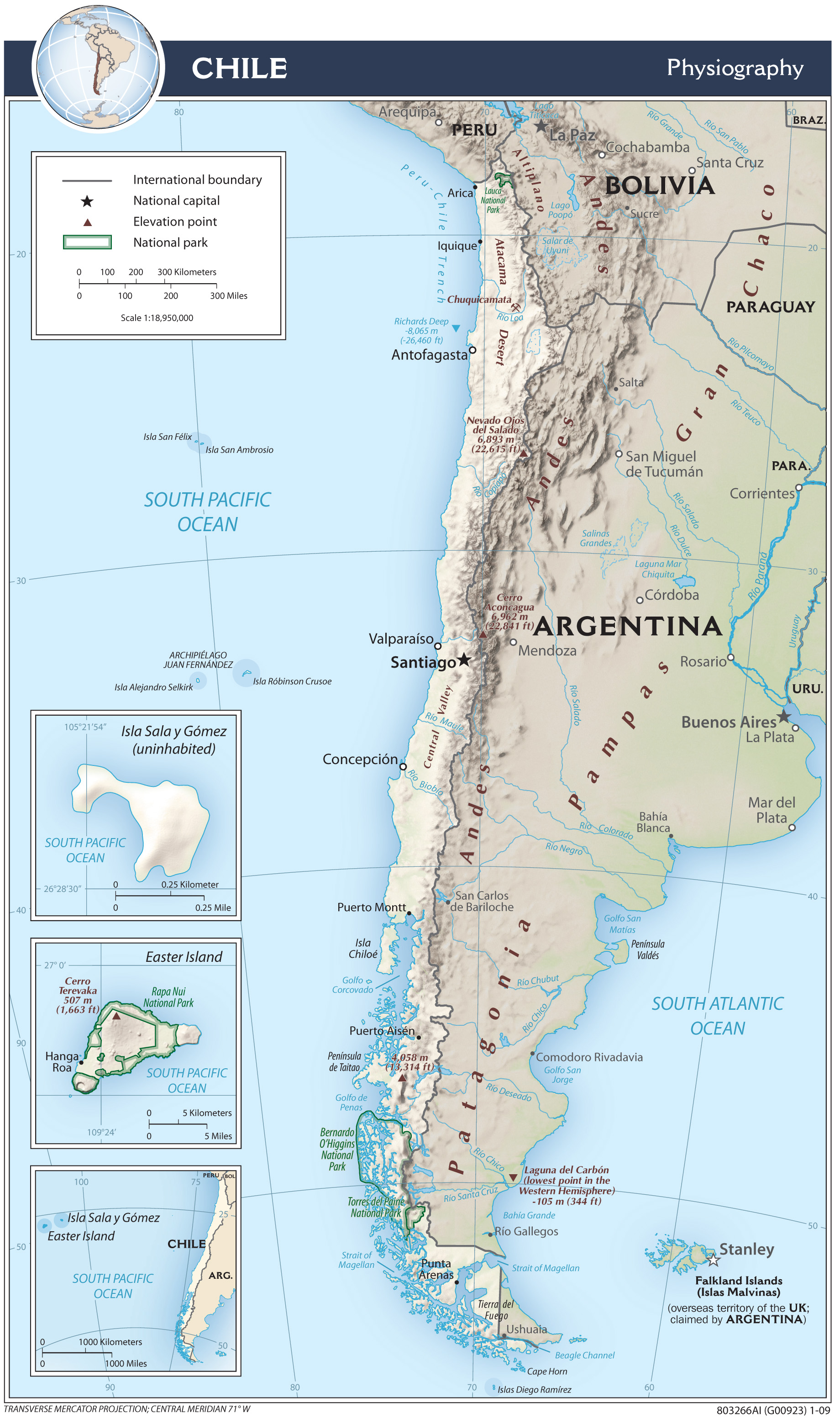
Природні парки Чилі
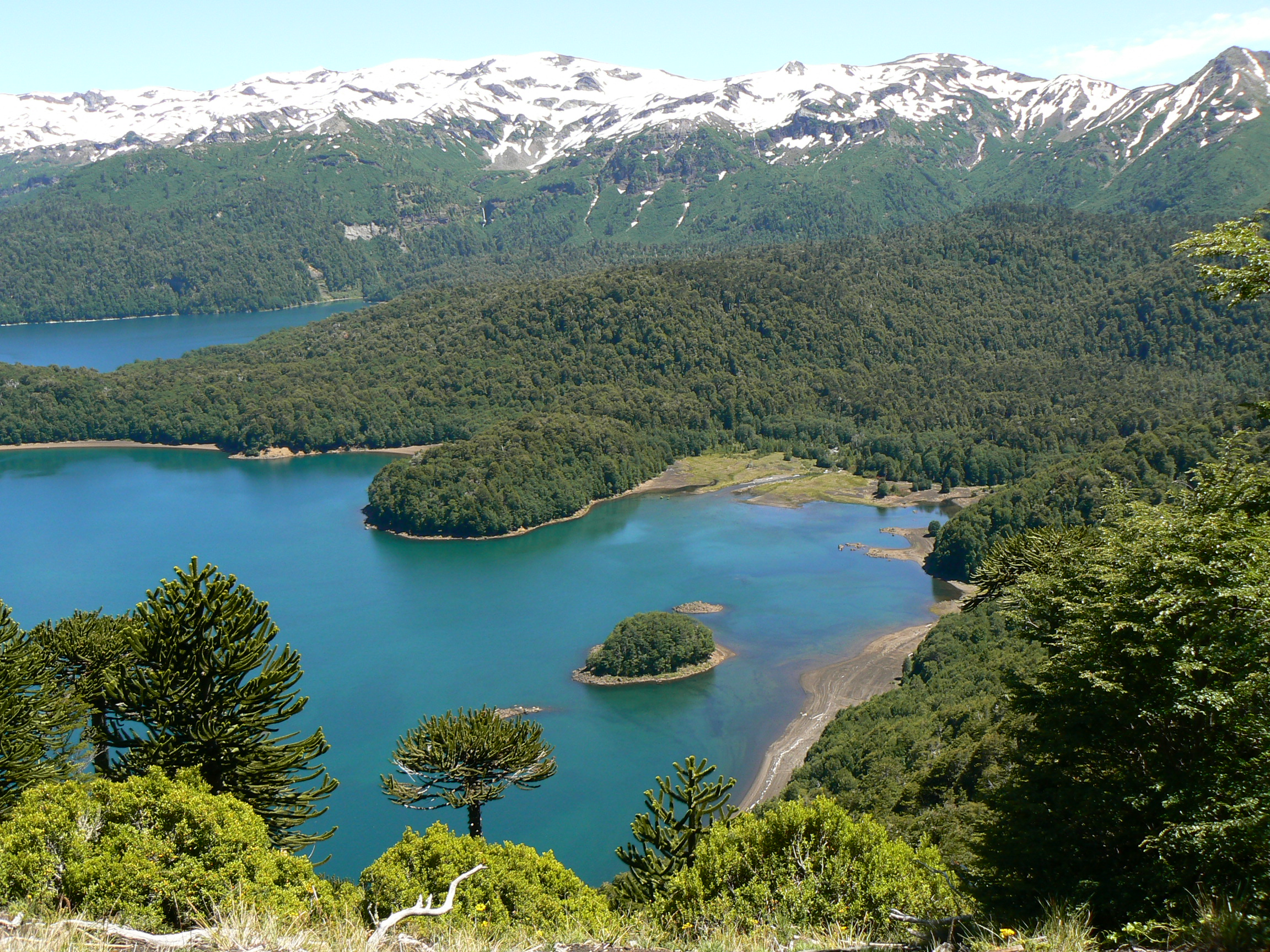
Національний парк Конгуїлло

Чилі є учасником ряду міжнародних угод з охорони навколишнього середовища:
- Мадридського протоколу про охорону навколишнього середовища до Договору про Антарктику,
- Конвенції про біологічне різноманіття (CBD),
- Рамкової конвенції ООН про зміну клімату (UNFCCC),
- Кіотського протоколу до Рамкової конвенції,
- Конвенції ООН про боротьбу з опустелюванням (UNCCD),
- Конвенції про міжнародну торгівлю видами дикої фауни і флори, що перебувають під загрозою зникнення (CITES),
- Конвенції про заборону військового впливу на природне середовище (ENMOD),
- Базельської конвенції протидії транскордонному переміщенню небезпечних відходів,
- Конвенції з міжнародного морського права,
- Лондонської конвенції про запобігання забрудненню моря скиданням відходів,
- Монреальського протоколу з охорони озонового шару,
- Міжнародної конвенції запобігання забрудненню з суден (MARPOL),
- Рамсарської конвенції із захисту водно-болотних угідь[12],
- Міжнародної конвенції з регулювання китобійного промислу[1].

## Стихійні лиха та екологічні проблеми
На території країни спостерігаються небезпечні природні явища і стихійні лиха:
- руйнівні землетруси;
- активний вулканізм у Андах, часто вимагає локальної евакуації населення: вулкан Ласкар (5592 м) найбільш активний вулкан на півночі, останнє виверження 2007 року, вулкан Ляйма (3125 м) в центральній частині країни, останнє виверження 2009 року, вулкан Чайтен востаннє вивергався 2008 року;
- на узбережжі можливі катастрофічні цунамі[1].

Серед екологічних проблем варто відзначити:
- зростаюче знеліснення і руйнування природних біотопів гірничими підприємствами зменшує біорізноманіття;
- забруднення повітря промисловими підприємствами й транспортними засобами;
- забруднення вод побутовими стоками.

## Фізико-географічне районування
У фізико-географічному відношенні територію Чилі можна розділити на _ райони, що відрізняються один від одного рельєфом, кліматом, рослинним покривом.

### Українською
- Атлас світу / голов. ред. І. С. Руденко ; зав. ред. В. В. Радченко ; відп. ред. О. В. Вакуленко. — К. : ДНВП «Картографія», 2005. — 336 с. — ISBN 9666315467.
- Атлас. 7 клас. Географія материків і океанів / Укладачі О. Я. Скуратович, Н. І. Чанцева. — К. : ДНВП «Картографія», 2014.
- Бєлозоров С. Т. Географія материків. — К. : Вища школа, 1971. — 371 с.
- Барановська О. В. Фізична географія материків і океанів : навч. посіб. для студентів ВНЗ : [у 2 ч.]. — Н. : Ніжинський державний університет ім. Миколи Гоголя, 2013. — 306 с. — ISBN 978-617-527-106-3.
- Чилі // Гірничий енциклопедичний словник : [у 3-х тт.] / за ред. В. С. Білецького. — Д. : Східний видавничий дім, 2004. — Т. 3. — 752 с. — ISBN 966-7804-78-X.
- Дубович І. А. Країнознавчий словник-довідник. — 5-те вид., перероб. і доп. — К. : Знання, 2008. — 839 с. — ISBN 978-966-346-330-8.
- Панасенко Б. Д. Фізична географія материків : навч. посіб. : в 2 ч. — В. : ЕкоБізнесЦентр, 1999. — 200 с.
- Юрківський В. М. Регіональна економічна і соціальна географія. Зарубіжні країни: Підручник. — 2-ге. — К. : Либідь, 2001. — 416 с. — ISBN 966-06-0092-5.

### Англійською
- (англ.) Graham Bateman. The Encyclopedia of World Geography. — Andromeda, 2002. — 288 с. — ISBN 1871869587.

### Російською
- (рос.) Чили // Латинская Америка. Энциклопедический справочник [в 2-х тт.] / Главный редактор В. В. Вольский. — М. : Советская энциклопедия, 1982. — Т. 2. К-Я. — 656 с.
- (рос.) Авакян А. Б., Салтанкин В. П., Шарапов В. А. Водохранилища. — М. : Мысль, 1987. — 326 с. — (Природа мира)
- (рос.) Алисов Б. П., Берлин И. А., Михель В. М. Курс климатологии [в 3-х тт.] / под. ред. Е. С. Рубинштейна. — Л. : Гидрометиздат, 1954. — Т. 3. Климаты земного шара. — 320 с.
- (рос.) Апродов В. А. Вулканы. — М. : Мысль, 1982. — 368 с. — (Природа мира)
- (рос.) Апродов В. А. Зоны землетрясений. — М. : Мысль, 2010. — 462 с. — (Природа мира) — ISBN 978-5-244-01122-7.
- (рос.) Бабаев А. Г., Зонн И. С., Дроздов Н. Н., Фрейкин З. Г. Пустыни. — М.  : Мысль, 1986. — 320 с. — (Природа мира)
- (рос.) Букштынов А. Д., Грошев Б. И., Крылов Г. В. Леса. — М. : Мысль, 1981. — 316 с. — (Природа мира)
- (рос.) Власова Т. В. Физическая география материков. С прилегающими частями океанов. Южная Америка, Африка, Австралия и Океания, Антарктида. — 4-е, перераб. — М. : Просвещение, 1986. — 269 с.
- (рос.) Гвоздецкий Н. А. Карст. — М. : Мысль, 1981. — 214 с. — (Природа мира)
- (рос.) Гвоздецкий Н. А., Голубчиков Ю. Н. Горы. — М. : Мысль, 1987. — 400 с. — (Природа мира)
- (рос.) Долгушин Л. Д., Осипова Г. Б. Ледники. — М. : Мысль, 1989. — 448 с. — (Природа мира) — ISBN 5-244-00315-1.
- (рос.) Дорст Ж. Центральная и Южная Америка. — М. : Прогресс, 1977. — 318 с. — (Континенты, на которых мы живем)
- (рос.) Географический энциклопедический словарь: географические названия / под. ред. А. Ф. Трёшникова. — 2-е изд., доп. — М. : Советская энциклопедия, 1989. — 585 с. — ISBN 5-85270-057-6.
- (рос.) Исаченко А. Г., Шляпников А. А. Ландшафты. — М. : Мысль, 1989. — 504 с. — (Природа мира) — ISBN 5-244-00177-9.
- (рос.) Каплин П. А., Леонтьев О. К., Лукьянова С. А., Никифоров Л. Г. Берега. — М. : Мысль, 1991. — 480 с. — (Природа мира) — ISBN 5-244-00449-2.
- (рос.) Словарь современных географических названий / под общей редакцией акад. В. М. Котлякова. — Екатеринбург : У-Фактория, 2006.
- (рос.) Литвин В. М., Лымарев В. И. Острова. — М. : Мысль, 2010. — 288 с. — (Природа мира) — ISBN 978-5-244-01129-6.
- (рос.) Лобова Е. В., Хабаров А. В. Почвы. — М. : Мысль, 1983. — 304 с. — (Природа мира)
- (рос.) Максаковский В. П. Географическая картина мира. Книга I: Общая характеристика мира. — М. : Дрофа, 2008. — 495 с. — ISBN 978-5-358-05275-8.
- (рос.) Максаковский В. П. Географическая картина мира. Книга II: Региональная характеристика мира. — М. : Дрофа, 2009. — 480 с. — ISBN 978-5-358-06280-1.
- (рос.) Чили // Поспелов Е. М. Топонимический словарь. — М. : АСТ, 2005. — 229 с. — ISBN 5-17-016407-6.
- (рос.) География / под ред. проф. А. П. Горкина. — М. : Росмэн-Пресс, 2006. — 624 с. — (Современная иллюстрированная энциклопедия) — ISBN 5-353-02443-5.
- (рос.) Физико-географический атлас мира. — М. : Академия наук СССР и Главное управление геодезии и картографии ГУГК СССР, 1964. — 298 с.
- (рос.) Энциклопедия стран мира / глав. ред. Н. А. Симония. — М. : НПО «Экономика» РАН, отделение общественных наук, 2004. — 1319 с. — ISBN 5-282-02318-0.